# Aragnouet
Aragnouet [aʁaɲwɛt] est une commune française située dans le sud du département des Hautes-Pyrénées, en région Occitanie. Sur le plan historique et culturel, la commune est dans le Pays d'Aure, constitué de la vallée de la Neste (en aval de Sarrancolin), de la vallée d'Aure (en amont de Sarrancolin) et de la vallée du Louron (confluente à Arreau).
Exposée à un climat de montagne, elle est drainée par divers petits cours d'eau. Incluse dans le Parc national des Pyrénées, la commune possède un patrimoine naturel remarquable : trois sites Natura 2000 (le « pic Long Campbielh », le « Néouvielle » et « estaubé, Gavarnie, Troumouse et Barroude »), deux espaces protégés (les Pyrénées-Mont Perdu (partie française), la réserve naturelle nationale du Néouvielle) et onze zones naturelles d'intérêt écologique, faunistique et floristique.
Aragnouet est une commune rurale qui compte 286 habitants en 2022, après avoir connu un pic de population de 525 habitants en 1856. Ses habitants sont appelés les Aragnouetois ou  Aragnouetoises.

## Géographie

### Localisation
La commune d'Aragnouet se trouve dans le département des Hautes-Pyrénées, en région Occitanie et est frontalière avec l'Espagne (Aragon).
Elle se situe à 51 km à vol d'oiseau de Tarbes, préfecture du département, à 32 km de Bagnères-de-Bigorre, sous-préfecture, et à 35 km de Capvern, bureau centralisateur du canton de Neste, Aure et Louron dont dépend la commune depuis 2015 pour les élections départementales.
La commune fait en outre partie du bassin de vie d'Arreau.
Les communes les plus proches sont : 
Tramezaïgues (4,5 km), Cadeilhan-Trachère (7,1 km), Vignec (7,7 km), Saint-Lary-Soulan (7,7 km), Aulon (8,4 km), Vielle-Aure (8,6 km), Sailhan (8,7 km), Ens (8,7 km).
Sur le plan historique et culturel, Aragnouet fait partie du pays de la vallée d'Aure ou pays d'Aure, constitué de la vallée de la Neste (en aval de Sarrancolin), de la vallée d'Aure (en amont de Sarrancolin) et de la vallée du Louron (confluente à Arreau).
Aragnouet est limitrophe de l'Espagne (Aragon) et de sept autres communes françaises.
| Barèges, Luz-Saint-Sauveur | Enclave de la commune de Saint-Lary-Soulan | Enclave de la commune de Vignec, Cadeilhan-Trachère |
| Gavarnie-Gèdre             | Aragnouet                                  | Tramezaïgues                                        |
|                            | Bielsa ( Espagne)                          |                                                     |

#### Cours d'eau

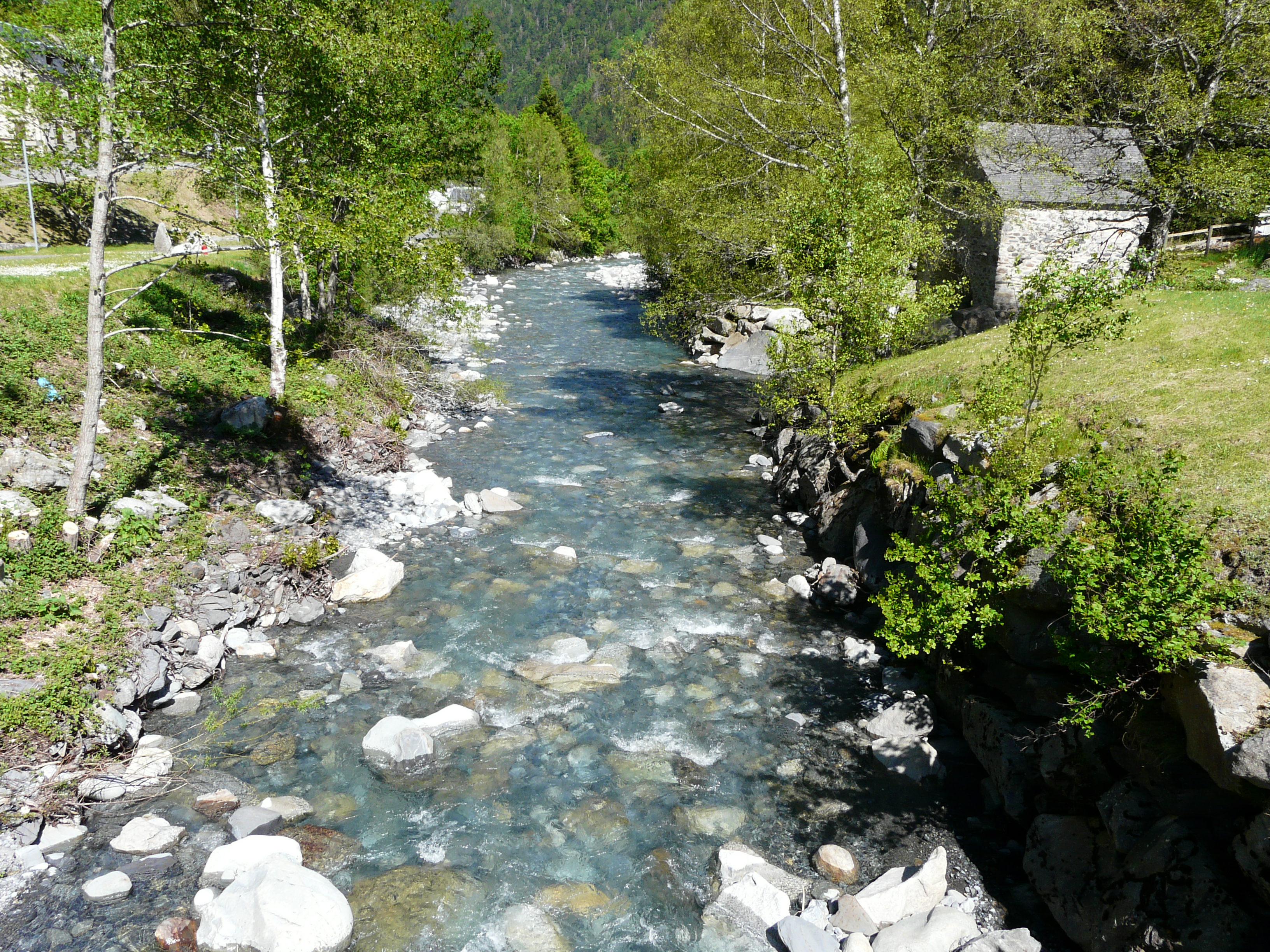
La Neste d'Aure au pont du Moudang.

### Paysages et relief

Sélection de vues des hameaux en 2014.
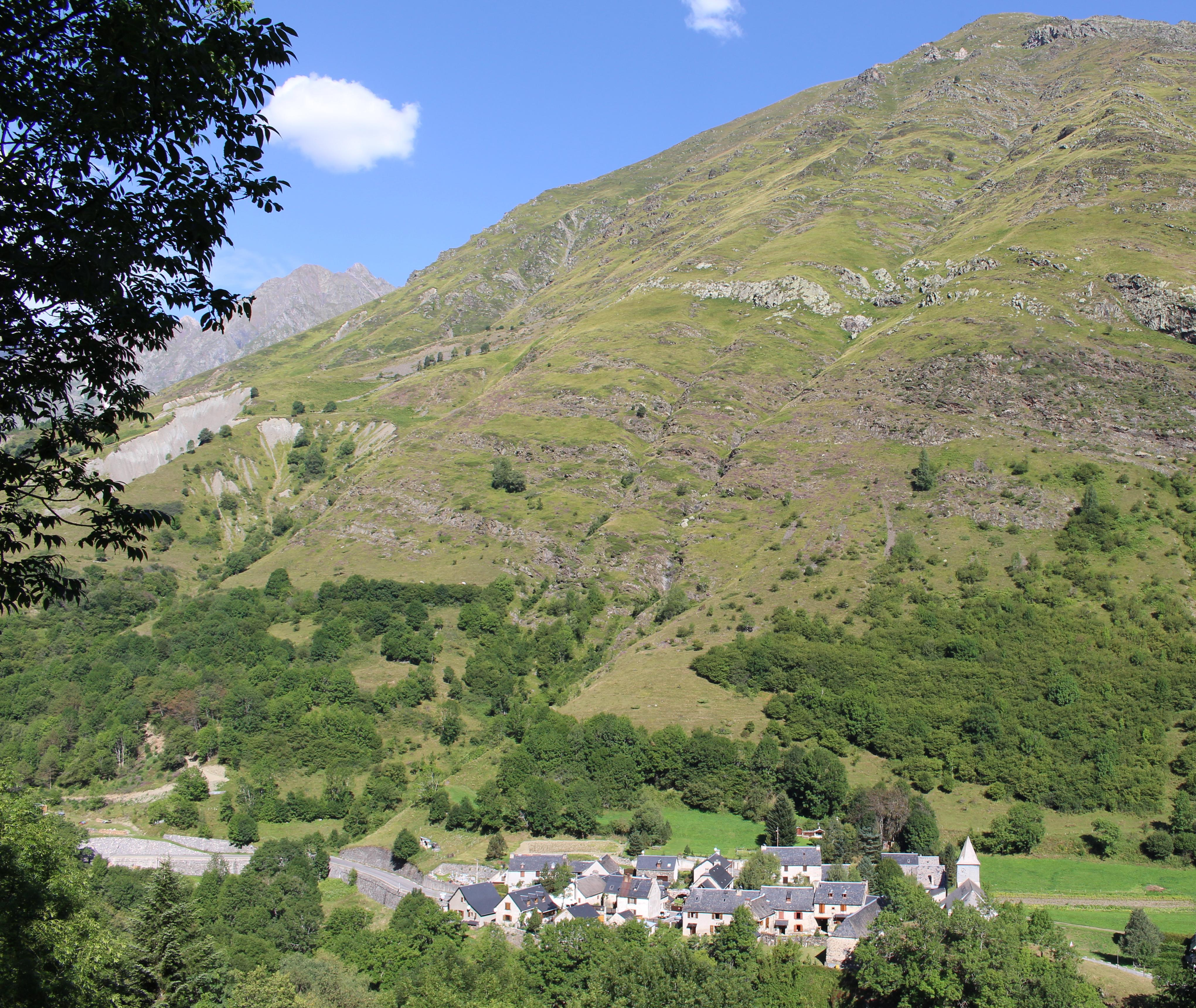
Aragnouet
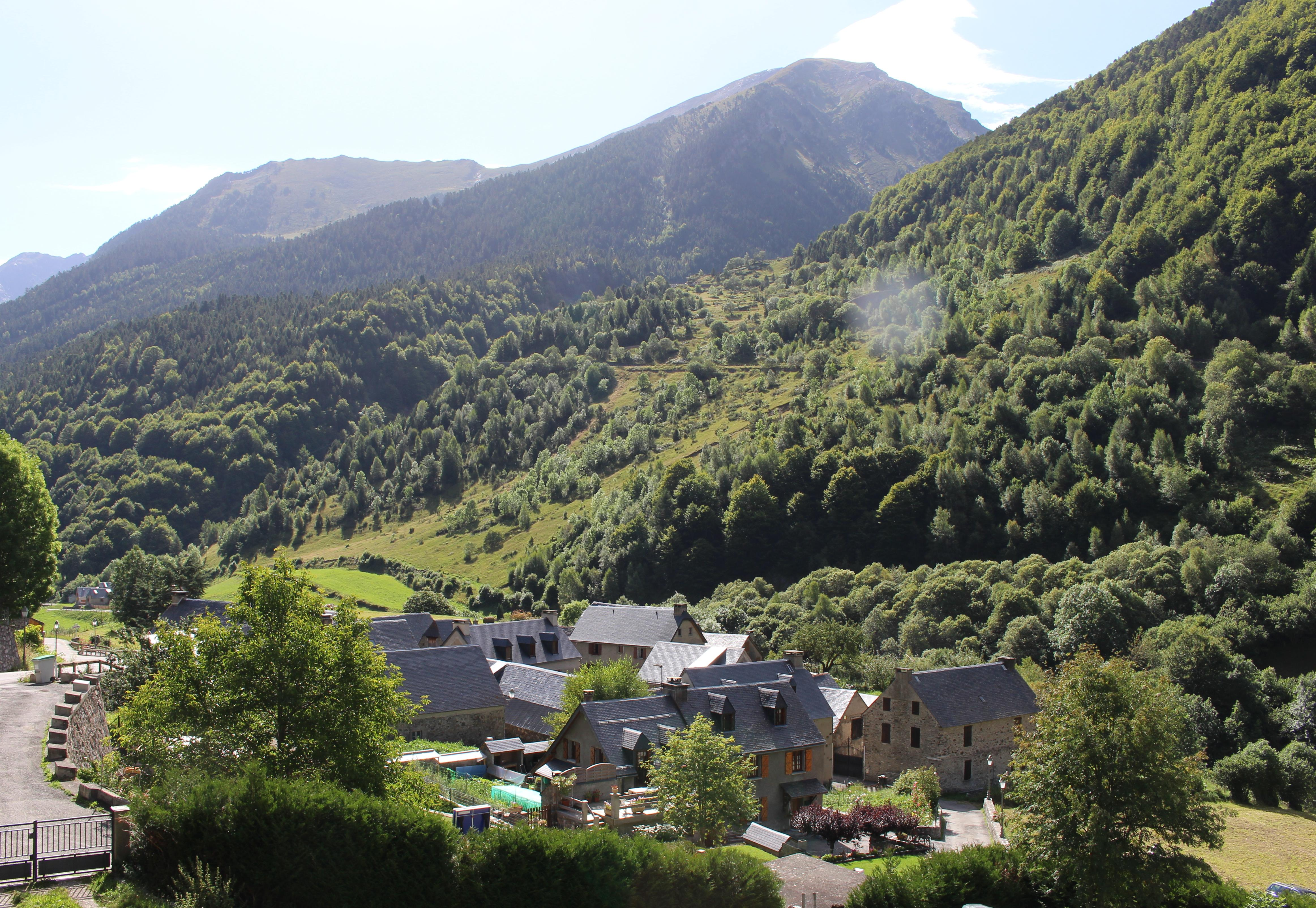
Le Plan
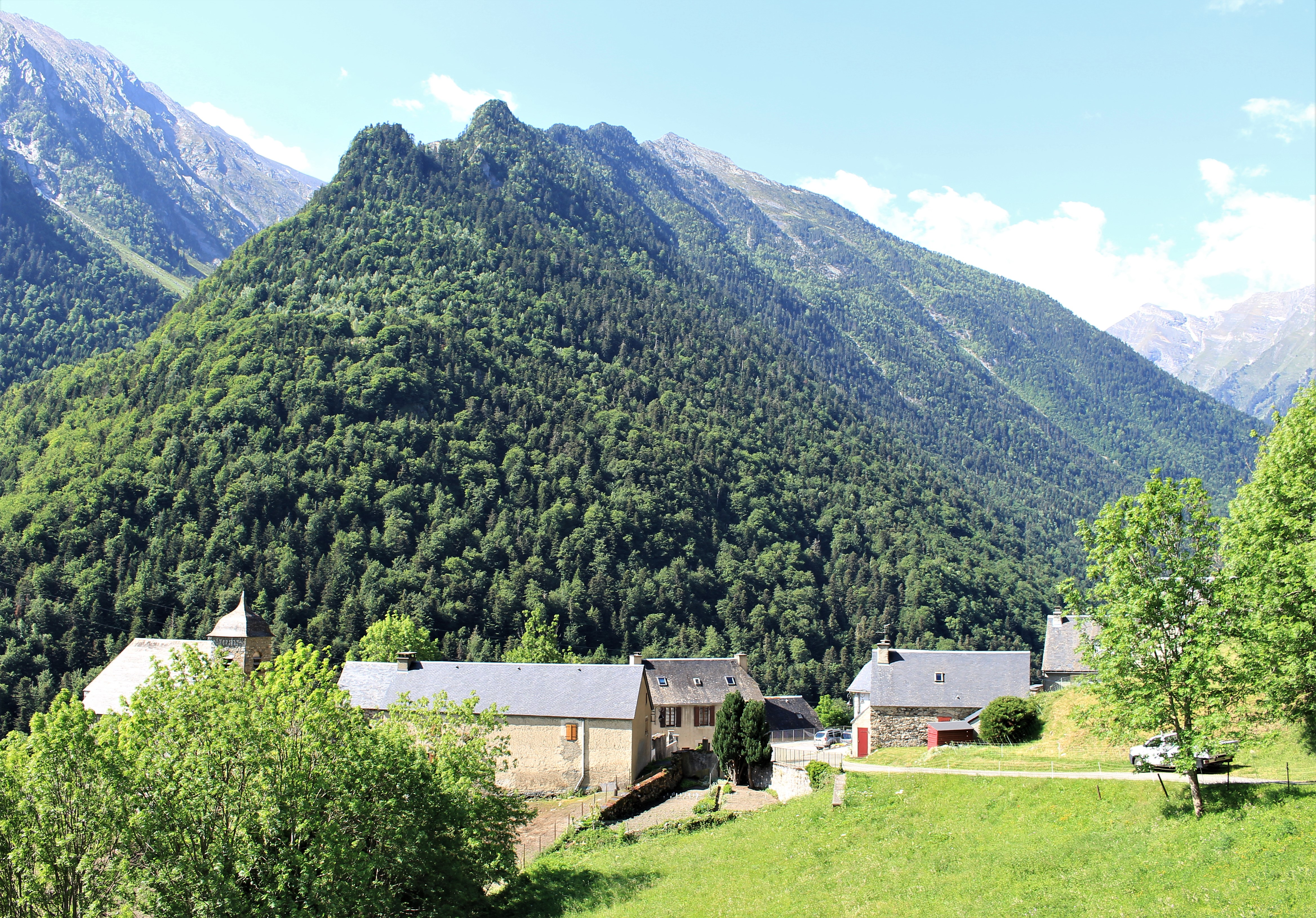
Eget

### Hydrographie

#### Lacs
Liste des lacs d’Aragnouet :
| Nom du lac             | Vallée        | Massif               | Lieu-dit                        | Coordonnées                 | Superficie (ha) | Altitude (m) | Profondeur (m) | Type              | Émissaire               |
| ---------------------- | ------------- | -------------------- | ------------------------------- | --------------------------- | --------------- | ------------ | -------------- | ----------------- | ----------------------- |
| Lac de Badet (Aure)    | Vallée d'Aure | Massif de la Munia   | Montagne de Lalaquette          | 42° 45′ 56″ N, 0° 08′ 12″ E | 0,3             | 2080         |                | Naturel           | Neste de Badet          |
| Lac de Barroude        | Vallée d'Aure | Massif de la Munia   | Montagne de Passade de Barroude | 42° 43′ 52″ N, 0° 08′ 43″ E | 9,4             | 2355         | 10             | Naturel           | Neste de la Géla        |
| Lac de Barroude petit  | Vallée d'Aure | Massif de la Munia   | Montagne de Passade de Barroude | 42° 44′ 02″ N, 0° 08′ 47″ E | 1,5             | 2377         | 3              | Naturel           | Neste de la Géla        |
| Barrage de Cap de Long | Vallée d'Aure | Massif du Néouvielle | Montagne de Heches de Castet    | 42° 49′ 30″ N, 0° 07′ 47″ E | 110             | 2161         | 130            | Barrage           | Ruisseau de Cap de Long |
| Lac de Catchet         | Vallée d'Aure | Massif de Suelza     | Montagne de Catchet             | 42° 45′ 21″ N, 0° 12′ 29″ E | 1               | 2225         |                | Naturel           | Ruisseau de Catchet     |
| Gourg de Cap de Long   | Vallée d'Aure | Massif du Néouvielle | Pic de Campbieil                | 42° 47′ 38″ N, 0° 06′ 42″ E | 1,6             | 2845         | 2              | Naturel           | Ruisseau de Cap de Long |
| Lac d'Orédon           | Vallée d'Aure | Massif du Néouvielle | Lac d'Orédon                    | 42° 49′ 32″ N, 0° 09′ 43″ E | 46              | 1850         | 59             | Barrage           | Neste de Couplan        |
| Lac du Pays Baché      | Vallée d'Aure | Massif du Néouvielle | Montagne de Cap de Long         | 42° 48′ 02″ N, 0° 06′ 27″ E | 1               | 2870         |                | Origine Glaciaire |                         |

### Climat

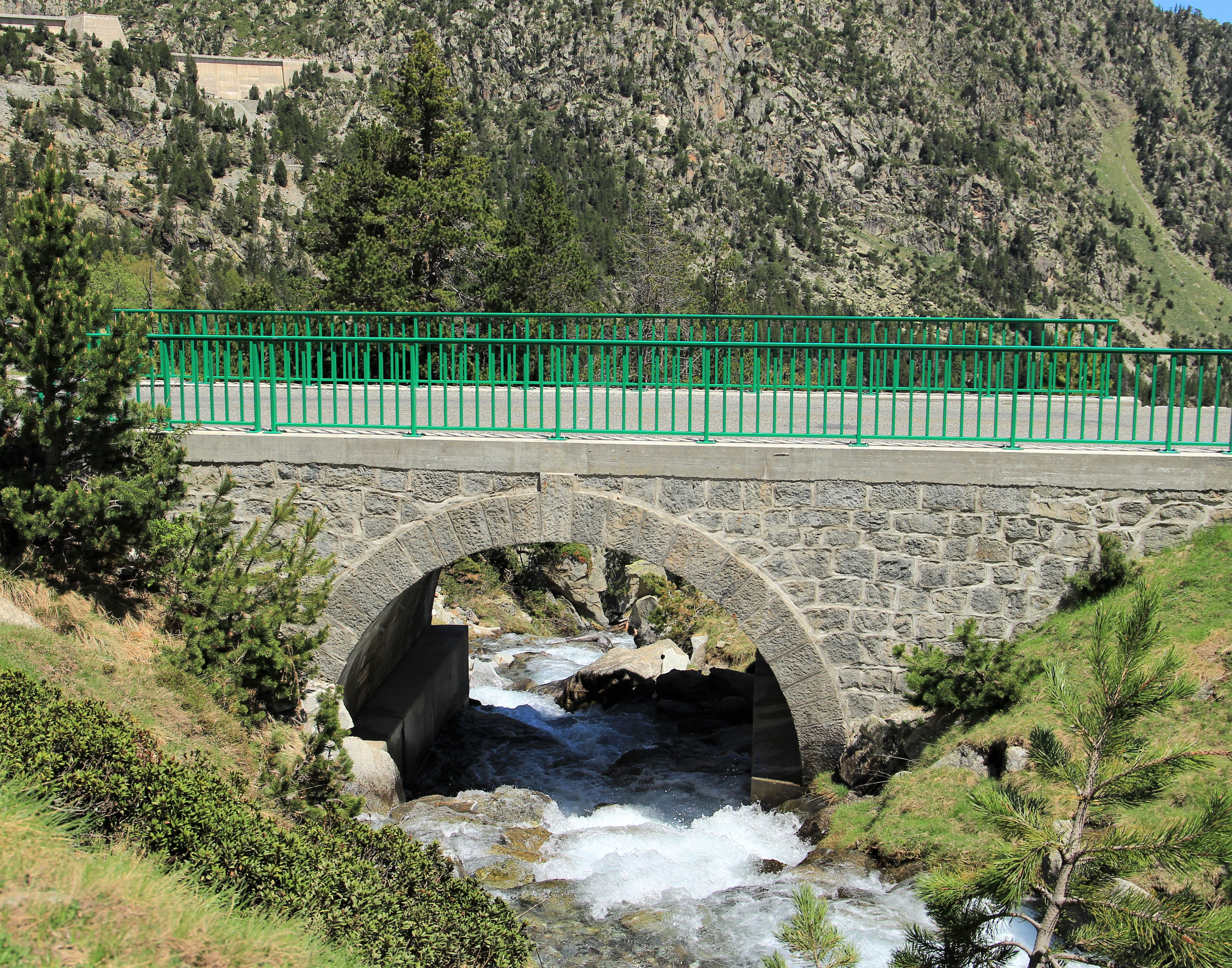
Le pont sur le ruisseau d'Estaragne.

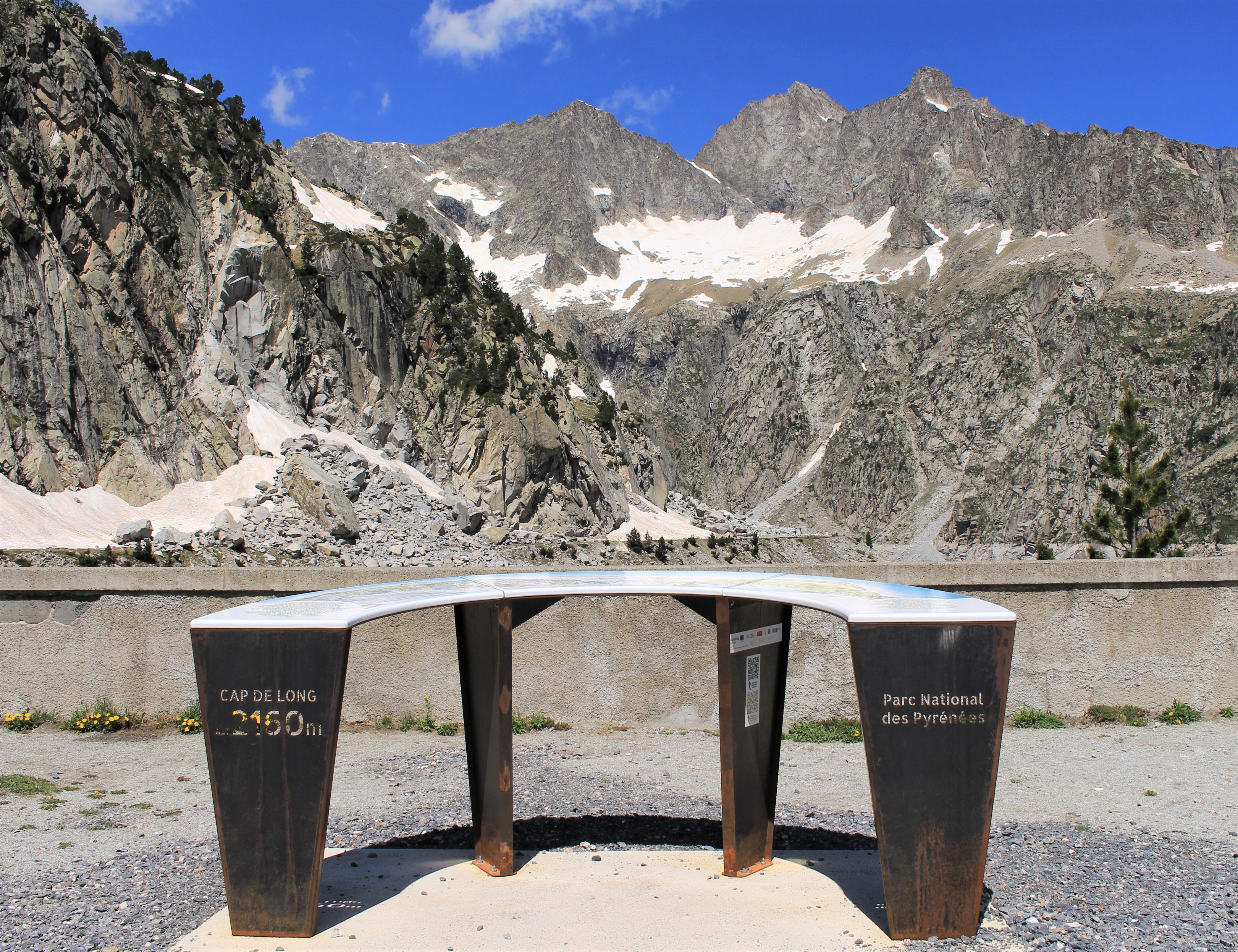
La table d'orientation du lac de Cap de Long.

Le climat qui caractérise la commune est qualifié, en 2010, de « climat de montagne », selon la typologie des climats de la France qui compte alors huit grands types de climats en métropole. En 2020, la commune ressort du même type de climat dans la classification établie par Météo-France, qui ne compte désormais, en première approche, que cinq grands types de climats en métropole. Pour ce type de climat, la température décroît rapidement en fonction de l'altitude. On observe une nébulosité minimale en hiver et maximale en été. Les vents et les précipitations varient notablement selon le lieu.
Les paramètres climatiques qui ont permis d’établir la typologie de 2010 comportent six variables pour les températures et huit pour les précipitations, dont les valeurs correspondent à la normale 1971-2000. Les sept principales variables caractérisant la commune sont présentées dans l'encadré ci-après.
| Paramètres climatiques communaux sur la période 1971-2000 - Moyenne annuelle de température : 8,7 °C - Nombre de jours avec une température inférieure à −5 °C : 7,8 j - Nombre de jours avec une température supérieure à 30 °C : 1,9 j - Amplitude thermique annuelle : 14,4 °C - Cumuls annuels de précipitation : 1 109 mm - Nombre de jours de précipitation en janvier : 10,9 j - Nombre de jours de précipitation en juillet : 8,2 j |

Avec le changement climatique, ces variables ont évolué. Une étude réalisée en 2014 par la Direction générale de l'Énergie et du Climat complétée par des études régionales prévoit en effet que la  température moyenne devrait croître et la pluviométrie moyenne baisser, avec toutefois de fortes variations régionales. Ces changements peuvent être constatés sur la station météorologique de Météo-France la plus proche, « Génos », sur la commune de Génos, mise en service en 1969 et qui se trouve à 14 km à vol d'oiseau,, où la température moyenne annuelle est de 7,8 °C et la hauteur de précipitations de 1 483,6 mm pour la période 1981-2010.
Sur la station météorologique historique la plus proche, « Tarbes-Lourdes-Pyrénées », sur la commune d'Ossun, mise en service en 1946 et à 49 km, la température moyenne annuelle évolue de 12,2 °C pour la période 1971-2000, à 12,6 °C pour 1981-2010, puis à 12,9 °C pour 1991-2020.

### Milieux naturels et biodiversité

#### Espaces protégés
La protection réglementaire est le mode d’intervention le plus fort pour préserver des espaces naturels remarquables et leur biodiversité associée,.
Dans ce cadre, la commune fait partie de la zone cœur du Parc national des Pyrénées. Ce  parc national, créé en 1967, abrite une faune riche et spécifique particulièrement intéressante : importantes populations d’isards, colonies de marmottes réimplantées avec succès, grands rapaces tels le Gypaète barbu, le Vautour fauve, le Percnoptère d’Égypte ou l’Aigle royal, le Grand Tétras et le discret Desman des Pyrénées qui constitue l’exemple type de ce précieux patrimoine confié au Parc national et aussi l'Ours des Pyrénées,,.
Trois autres espaces protégés sont présents sur la commune : 
- les Pyrénées-Mont Perdu (partie française), bien inscrit sur la liste du patrimoine mondial de l'UNESCO, d'une superficie de 10 792,9 ha[25] ;
- la réserve naturelle régionale de l'étang de Chourroumillas, d'une superficie de 7,6 ha[26] ;
- la réserve naturelle nationale du Néouvielle, créée en 1935 et classée en 1968, occupe une superficie de 2 325 ha au nord-est du Pic de Néouvielle. est un site d'une grande richesse en faune et en flore. L’abri d’une haute crête, du pic de la Munia à l’Arbizon, et l’exposition générale du massif orienté au sud, confèrent à la réserve naturelle un micro climat plus chaud et plus sec, à l’origine du relèvement des limites de la vie. Le pin à crochets atteint ses records d’altitude (2 600 m) et le crapaud accoucheur vit jusqu’à 2 400 m, en restant têtard pendant près de 10 ans[27],[28].

#### Réseau Natura 2000

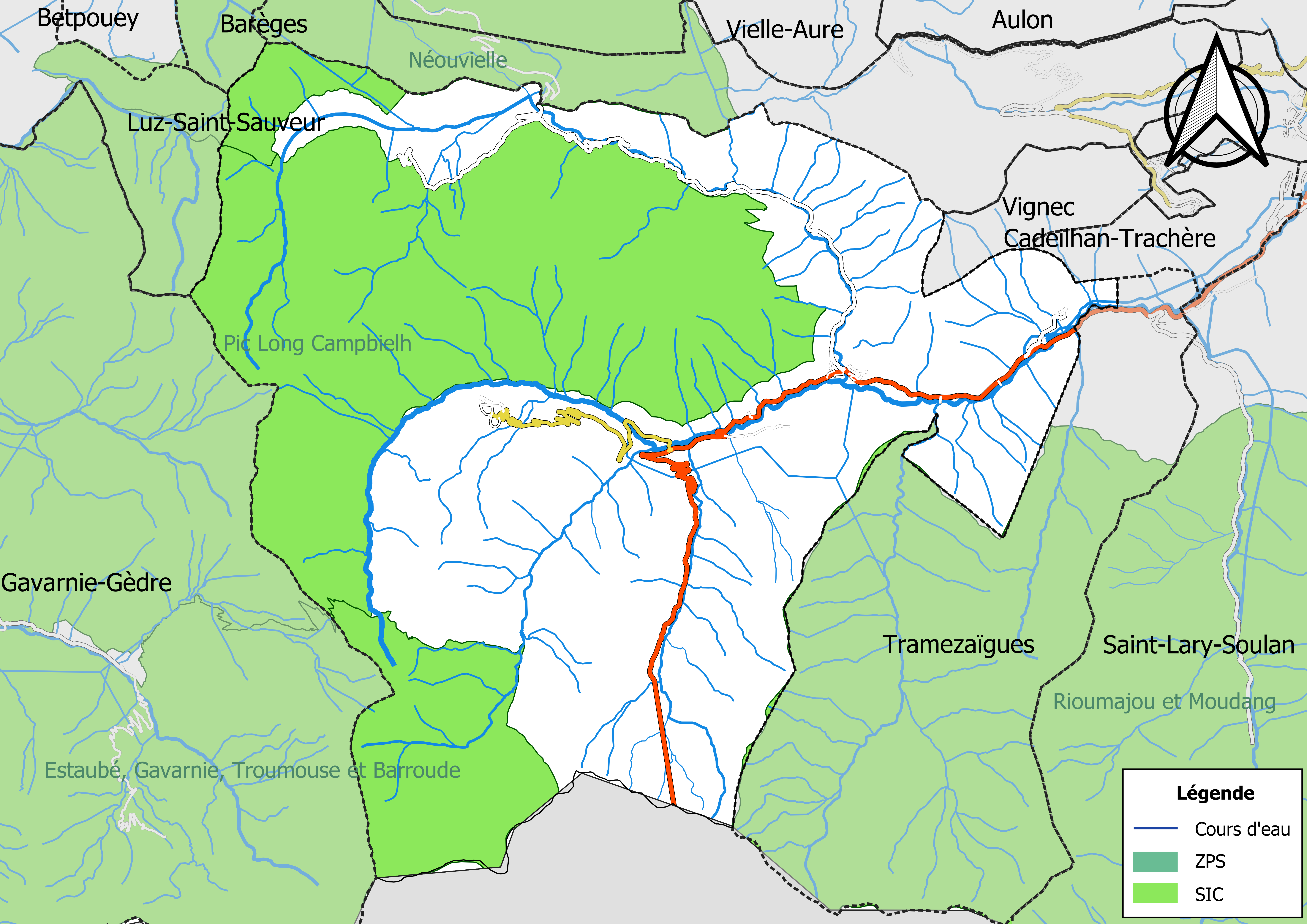
Sites Natura 2000 sur le territoire communal.

Le réseau Natura 2000 est un réseau écologique européen de sites naturels d'intérêt écologique élaboré à partir des Directives « Habitats » et « Oiseaux », constitué de zones spéciales de conservation (ZSC) et de zones de protection spéciale (ZPS).
Trois sites Natura 2000 ont été définis sur la commune au titre de la « directive Habitats » : 
- « estaubé, Gavarnie, Troumouse et Barroude », d'une superficie de 9 479 ha, présente une végétation caractéristique de la haute montagne pyrénéenne sur calcaire et schistes, avec  des pineraies de pins à crochets sur calcaire exceptionnelles et des formations du Caricion bicoloris atrofuscae très rares pour les Pyrénées[31] ;
- le « pic Long Campbielh », d'une superficie de 8 174 ha, présente une végétation caractéristique de la haute montagne sur calcaire, schiste et granite, avec des stations rares, uniques ou exceptionnelles de diverses espèces, pour la France (Salix daphnoides, Lycopodium annotinum, Vicia argentea) ou pour la zone considérée (Tulipa australis)[32] ;
- le « Néouvielle », d'une superficie de 6 176 ha, présente une végétation caractéristique de la haute montagne pyrénéenne siliceuse et des milieux humides et tourbeux d'altitude, avec des pineraies de pins à crochets à très haute altitude, des pineraies sylvestres et introgression des deux pins[33].

#### Zones naturelles d'intérêt écologique, faunistique et floristique
L’inventaire des zones naturelles d'intérêt écologique, faunistique et floristique (ZNIEFF) a pour objectif de réaliser une couverture des zones les plus intéressantes sur le plan écologique, essentiellement dans la perspective d’améliorer la connaissance du patrimoine naturel national et de fournir aux différents décideurs un outil d’aide à la prise en compte de l’environnement dans l’aménagement du territoire.
Huit ZNIEFF de type 1 sont recensées sur la commune : 
- les « cirques d’Estaubé, de Gavarnie et de Troumouse » (9 389 ha), couvrant 3 communes du département[35] ;
- la « Haute vallée d'Aure en rive droite, de Barroude au Col d'Azet » (16 972 ha), couvrant 10 communes du département[36] ;
- « la Neste, amont » (100 ha), couvrant 18 communes du département[37] ;
- le « massif en rive gauche du Bastan » (8 315 ha), couvrant 10 communes du département[38] ;
- la « montagne d'Eget » (1 734 ha), couvrant 5 communes du département[39] ;
- les « montagnes de Campbieil et Barrada et vallée de Barrada » (5 523 ha), couvrant 5 communes du département[40] ;
- la « réserve du Néouvielle et vallons de Port-Bielh et du Bastan » (6 427 ha), couvrant 8 communes du département[41] ;
- le « vallon de Badet et soulane d'Aragnouet » (2 242 ha), couvrant 2 communes du département[42] ;

et trois ZNIEFF de type 2,,
- la « Haute vallée d'Aure » (43 605 ha), couvrant 38 communes du département[43] ;
- la « Haute vallée du Gave de Pau : vallées de Gèdre et Gavarnie » (24 593 ha), couvrant 8 communes du département[44] ;
- les « vallées de Barèges et de Luz » (22 843 ha), couvrant 24 communes du département[45].

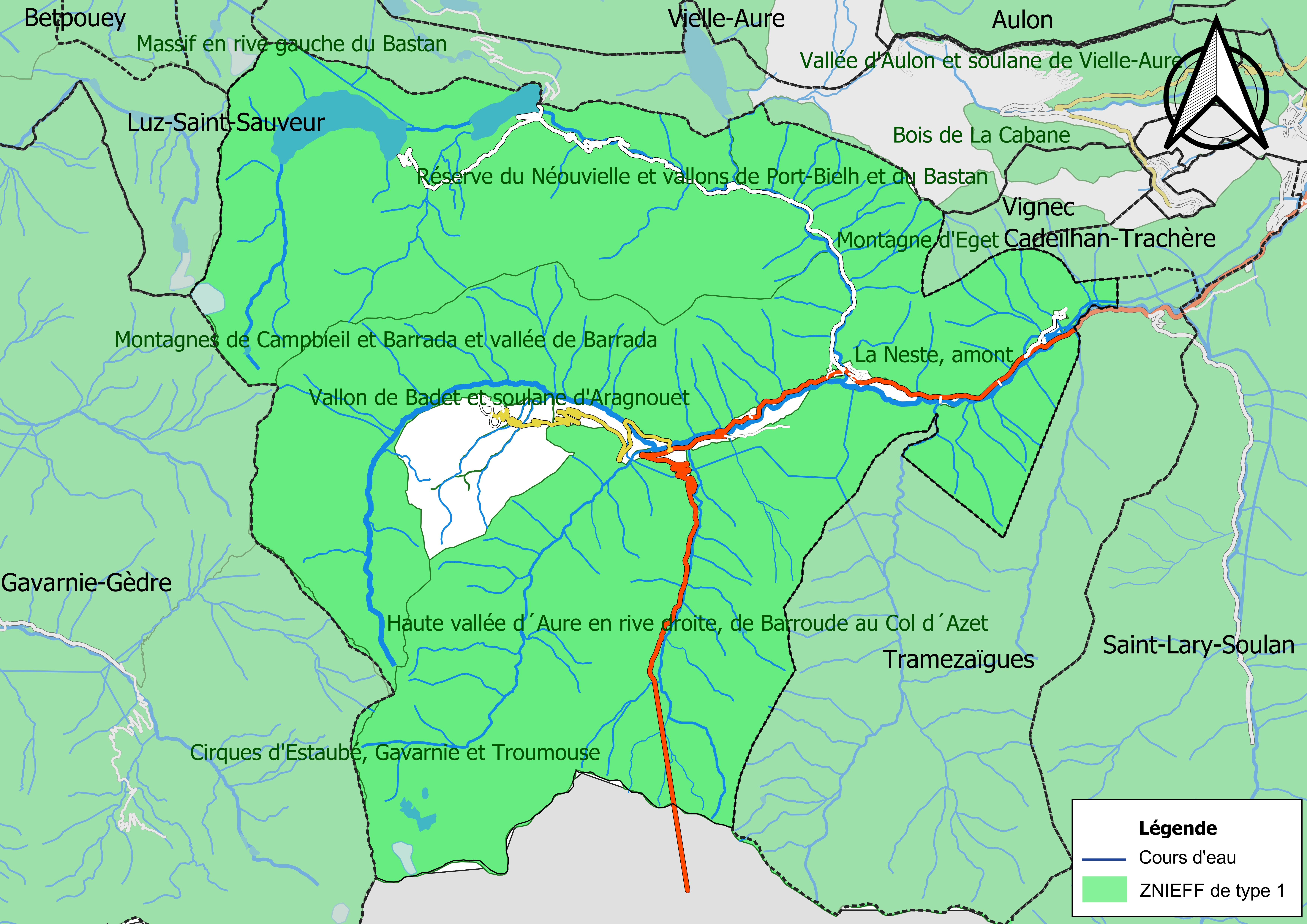
Carte des ZNIEFF de type 1 sur la commune.
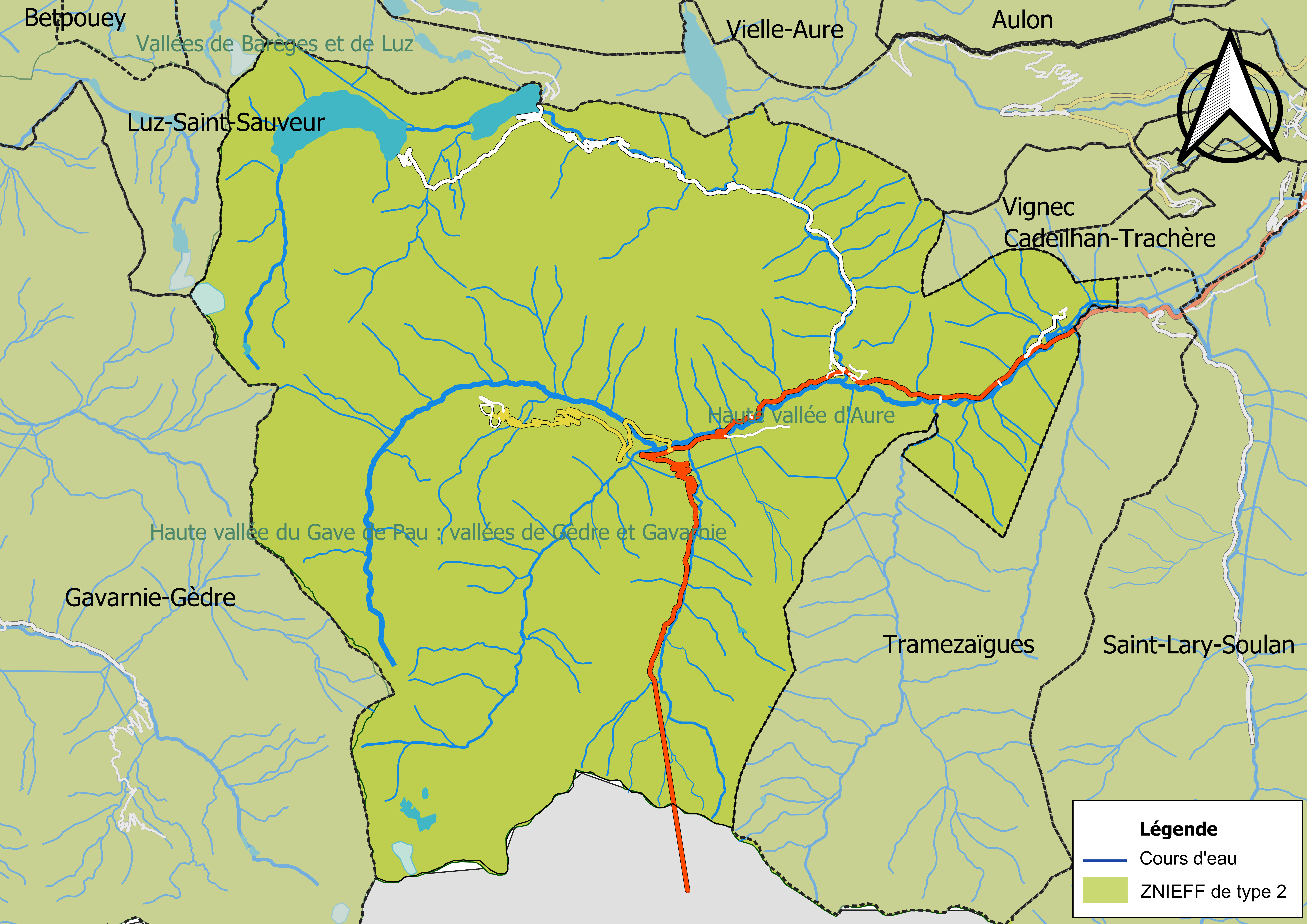
Carte des ZNIEFF de type 2 sur la commune.

## Urbanisme

### Typologie
Au 1er janvier 2024, Aragnouet est catégorisée commune rurale à habitat très dispersé, selon la nouvelle grille communale de densité à sept niveaux définie par l'Insee en 2022.
Elle est située hors unité urbaine et hors attraction des villes,.

### Occupation des sols
L'occupation des sols de la commune, telle qu'elle ressort de la base de données européenne d’occupation biophysique des sols Corine Land Cover (CLC), est marquée par l'importance des forêts et milieux semi-naturels (95,9 % en 2018), une proportion identique à celle de 1990 (95,9 %). La répartition détaillée en 2018 est la suivante : 
espaces ouverts, sans ou avec peu de végétation (48,2 %), milieux à végétation arbustive et/ou herbacée (27,8 %), forêts (20 %), prairies (2,5 %), eaux continentales (1,5 %).
L'IGN met par ailleurs à disposition un outil en ligne permettant de comparer l’évolution dans le temps de l’occupation des sols de la commune (ou de territoires à des échelles différentes). Plusieurs époques sont accessibles sous forme de cartes ou photos aériennes : la carte de Cassini (XVIIIe siècle), la carte d'état-major (1820-1866) et la période actuelle (1950 à aujourd'hui).

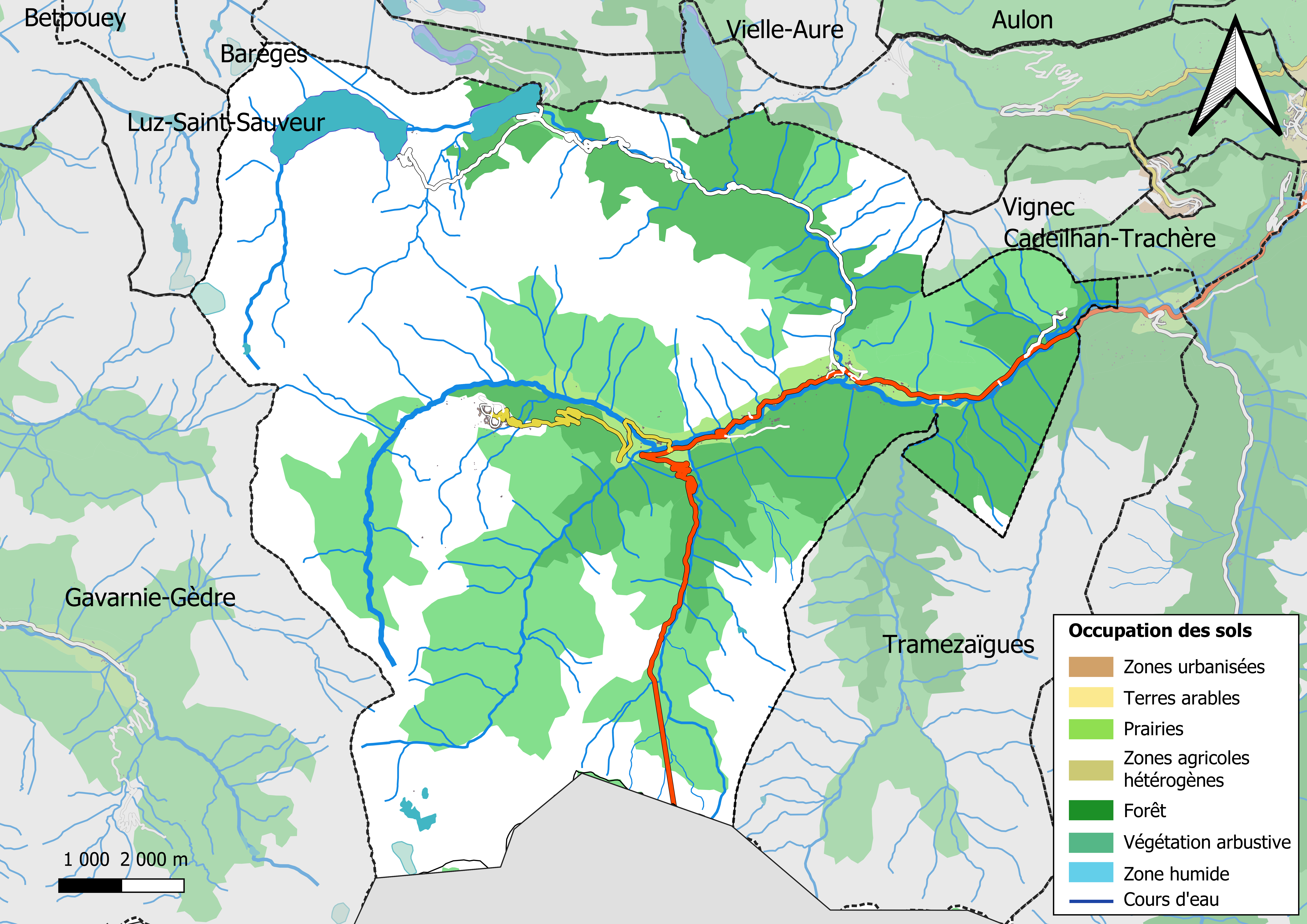
Carte des infrastructures et de l'occupation des sols en 2018 (CLC) de la commune.
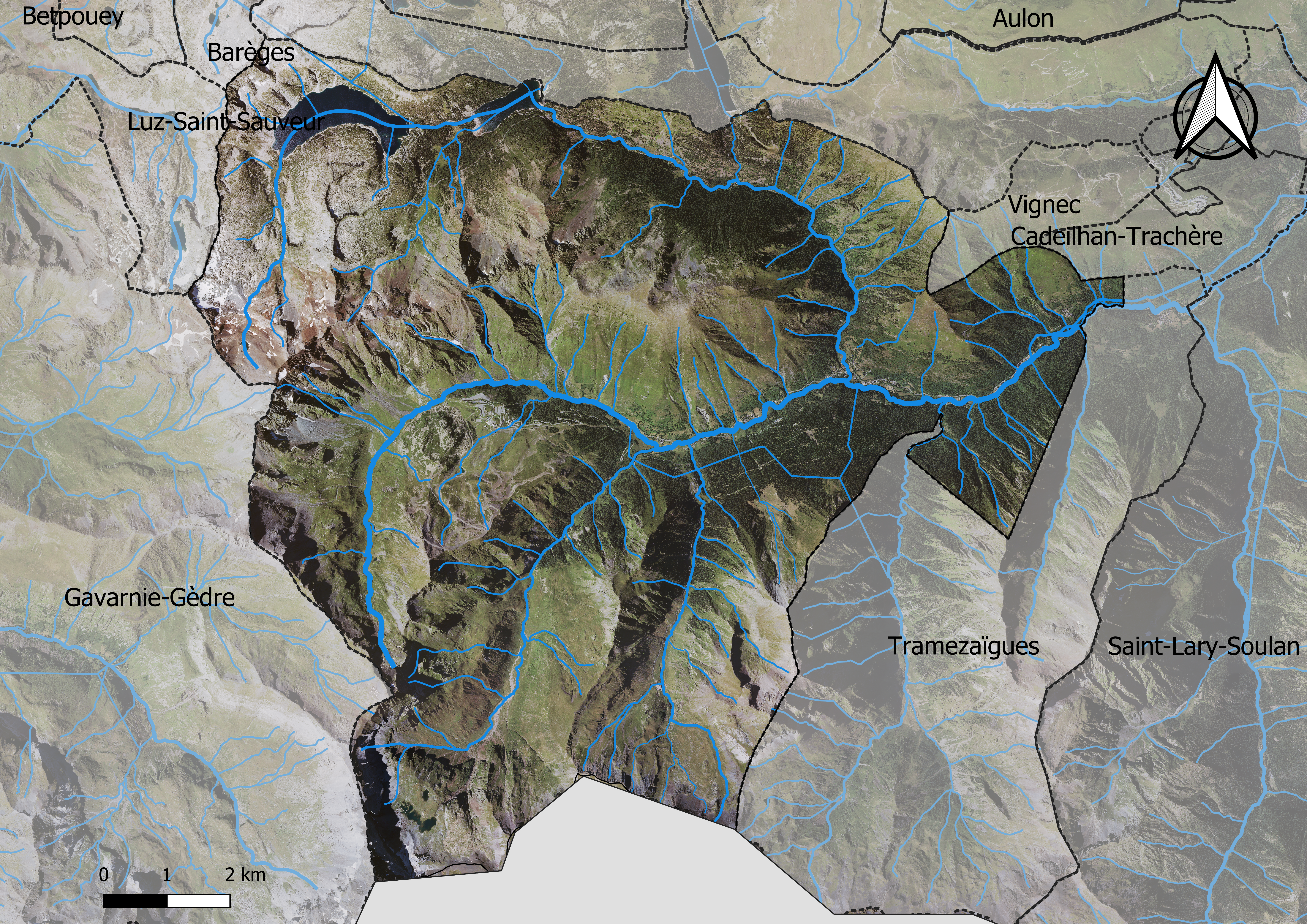
Carte orthophotogrammétrique de la commune.

### Morphologie urbaine
Historiquement, Aragnouet se compose de 3 grandes entités, anciennes paroisses :
- Le Bourg ;
- Eget-village, au-dessus de la RD 929 ;
- Le Plan, en direction de Piau-Engaly.

La commune est très étendue (108 km2) et contient de nombreux petits hameaux. Parmi ceux-là, on peut citer :
- Fabian, siège de la mairie, à l'intersection de la route des lacs et de la route d'Espagne (Tunnel) ;
- Chaubère, après le centre d'Aragnouet ;
- Le Moudang ;
- Boucagnère, juste avant le Bourg ;
- Méyabat, de méjavath qui en occitan signifie le milieu de la vallée.

### Voies de communication et transports
Cette commune est desservie par la route départementale D 929 depuis la vallée d'Aure. Depuis l'Espagne elle est accessible par le tunnel Aragnouet-Bielsa en provenance de Bielsa.

### Risques majeurs
Le territoire de la commune d'Aragnouet est vulnérable à différents aléas naturels : météorologiques (tempête, orage, neige, grand froid, canicule ou sécheresse), inondations, feux de forêts, mouvements de terrains, avalanche  et séisme (sismicité moyenne). Il est également exposé à un risque technologique, la rupture d'un barrage, et à un risque particulier : le risque de radon. Un site publié par le BRGM permet d'évaluer simplement et rapidement les risques d'un bien localisé soit par son adresse soit par le numéro de sa parcelle.

#### Risques naturels
Certaines parties du territoire communal sont susceptibles d’être affectées par le risque d’inondation par débordement de cours d'eau, notamment le Neste et la Neste de Couplan. La cartographie des zones inondables en ex-Midi-Pyrénées réalisée dans le cadre du XIe Contrat de plan État-région, visant à informer les citoyens et les décideurs sur le risque d’inondation, est accessible sur le site de la DREAL Occitanie. La commune a été reconnue en état de catastrophe naturelle au titre des dommages causés par les inondations et coulées de boue survenues en 1982, 1992, 1999, 2001, 2009 et 2013,.
Aragnouet est exposée au risque de feu de forêt. Un plan départemental de protection des forêts contre les incendies a été approuvé par arrêté préfectoral le 21 avril 2020 pour la période 2020-2029. Le précédent couvrait la période 2007-2017. L’emploi du feu est régi par deux types de réglementations. D’abord le code forestier et l’arrêté préfectoral du 27 octobre 2014, qui réglementent l’emploi du feu à moins de 200 m des espaces naturels combustibles sur l’ensemble du département. Ensuite celle établie dans le cadre de la lutte contre la pollution de l’air, qui interdit le brûlage des déchets verts des particuliers. L’écobuage est quant à lui réglementé dans le cadre de commissions locales d’écobuage (CLE)

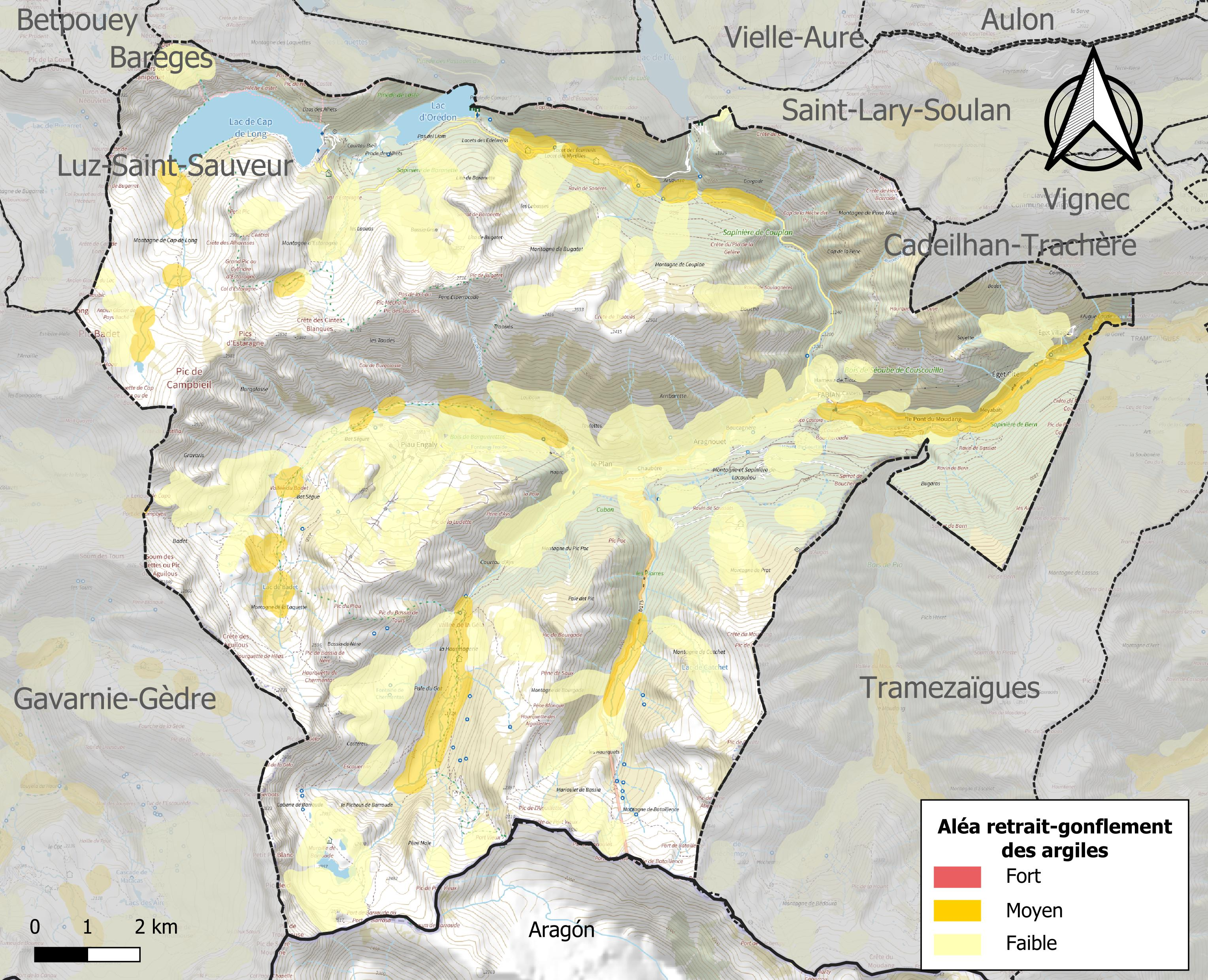
Carte des zones d'aléa retrait-gonflement des sols argileux d'Aragnouet.

Les mouvements de terrains susceptibles de se produire sur la commune sont des mouvements de sols liés à la présence d'argile et des tassements différentiels.
Le retrait-gonflement des sols argileux est susceptible d'engendrer des dommages importants aux bâtiments en cas d’alternance de périodes de sécheresse et de pluie. 5,3 % de la superficie communale est en aléa moyen ou fort (44,5 % au niveau départemental et 48,5 % au niveau national). Sur les 199 bâtiments dénombrés sur la commune en 2019, 43 sont en aléa moyen ou fort, soit 22 %, à comparer aux 75 % au niveau départemental et 54 % au niveau national. Une cartographie de l'exposition du territoire national au retrait gonflement des sols argileux est disponible sur le site du BRGM,.
Par ailleurs, afin de mieux appréhender le risque d’affaissement de terrain, l'inventaire national des cavités souterraines permet de localiser celles situées sur la commune.
Concernant les mouvements de terrains, la commune a été reconnue en état de catastrophe naturelle au titre des dommages causés par des mouvements de terrain en 1989, 1999 et 2013 et par des glissements de terrain en 1992.
La commune est exposée aux risques d'avalanche. Les habitants exposés à ce risque doivent se renseigner, en mairie, de l’existence d’un plan de prévention des risques avalanches (PPRA). Le cas échéant, identifier les mesures applicables à l'habitation, identifier, au sein de l'habitation, la pièce avec la façade la moins exposée à l’aléa pouvant faire office, au besoin, de zone de confinement et équiper cette pièce avec un kit de situation d’urgence,.

#### Risques technologiques
La commune est en outre située en aval d'un barrage de classe A. À ce titre elle est susceptible d’être touchée par l’onde de submersion consécutive à la rupture de cet ouvrage.

#### Risque particulier
Dans plusieurs parties du territoire national, le radon, accumulé dans certains logements ou autres locaux, peut constituer une source significative d’exposition de la population aux rayonnements ionisants. Certaines communes du département sont concernées par le risque radon à un niveau plus ou moins élevé. Selon la classification de 2018, la commune d'Aragnouet est classée en zone 3, à savoir zone à potentiel radon significatif.

## Toponymie

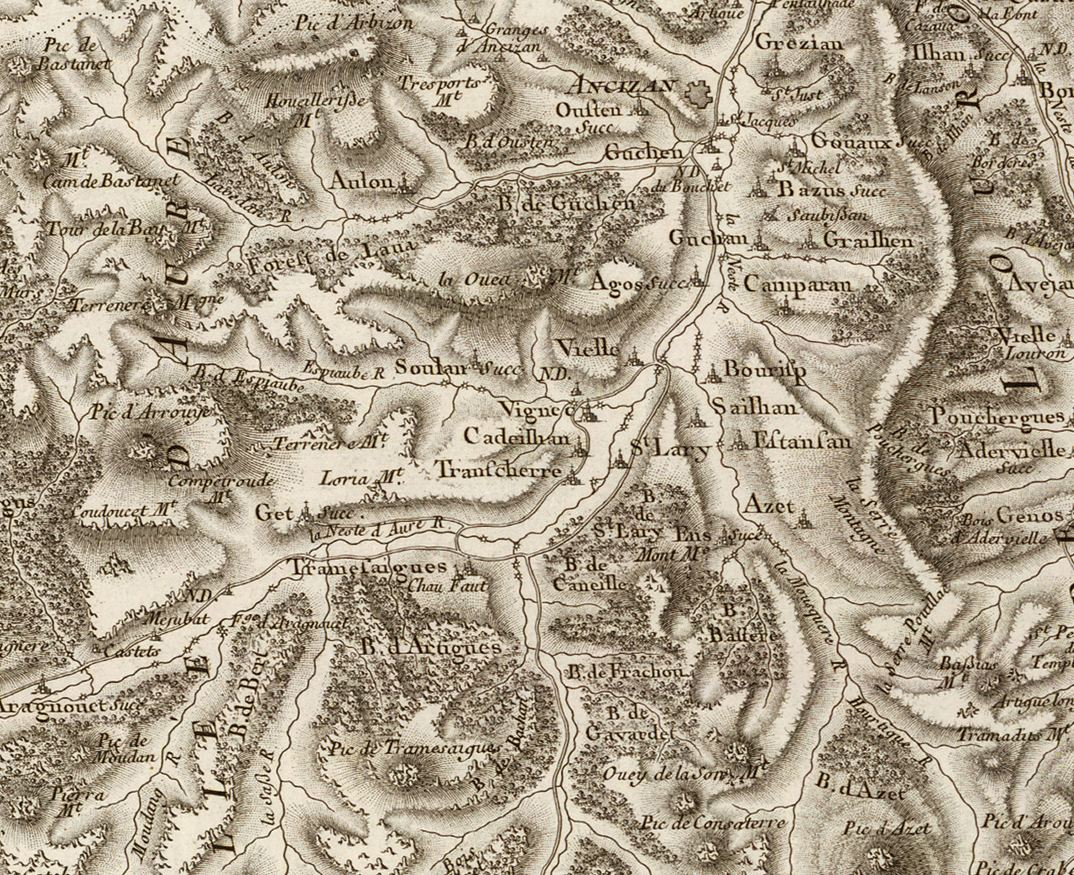
Extrait de la carte de Cassini (entre 1756 et 1789) situant Aragnouet au sud-ouest de Saint-Lary.

Une hypothèse ferait venir le mot « Aragnouet » du gascon aragnou, prunelle en français,, accolé avec le suffixe occitan « -et » qui dérive du suffixe latin « -etum » désignant un endroit associé à la végétation.
Ainsi « Aragnouet » signifierait l'endroit où se trouvent des prunelles.
« Aragnouet » pourrait également provenir d'Aragonet, « petit Aragon ». En effet, comme le raconte Pierre de La Boulinière, à la conquête de la Peninsule ibérique par les Maures qui débuta en avril 711, quantité de chrétiens s’enfuirent vers la France et beaucoup d'Aragonais vinrent se réfugier en vallée d'Aure où ils furent accueillis. Mais le territoire habité ne pouvant suffire à tous, on installa les nouveaux venus dans la haute vallée encore inculte qui prit à cette occasion le nom de Val d'Aragonet, « petit Aragon ».
Une autre hypothèse ferait venir notamment « Aragnouet » d'aran (la vallée en basque) accolé à des suffixes diminutifs.

## Histoire
Aragnouet, Eget et Le Plan sont citées comme communes distinctes en 1790, elles sont réunies entre 1791 et 1801.

### Les Templiers et les Hospitaliers
La commanderie d'Aragnouet est une commanderie templière construite entre 1160 et 1170 avant de devenir hospitalière, elle est alors desservie par les Hospitaliers de l'ordre de Saint-Jean de Jérusalem. Elle était complétée d'un hospice aujourd'hui détruit, les Hospitaliers pouvaient ainsi héberger, jusqu'au 17e siècle, les voyageurs franchissant les cols. Au début du 14e siècle, la commanderie perd son statut de maison-mère au profit de la commanderie de Poucharramet. Pendant la Révolution, la chapelle a perdu toute son orfèvrerie. La chapelle a été classée en 1939, le clocher-mur en 1952.

## Politique et administration

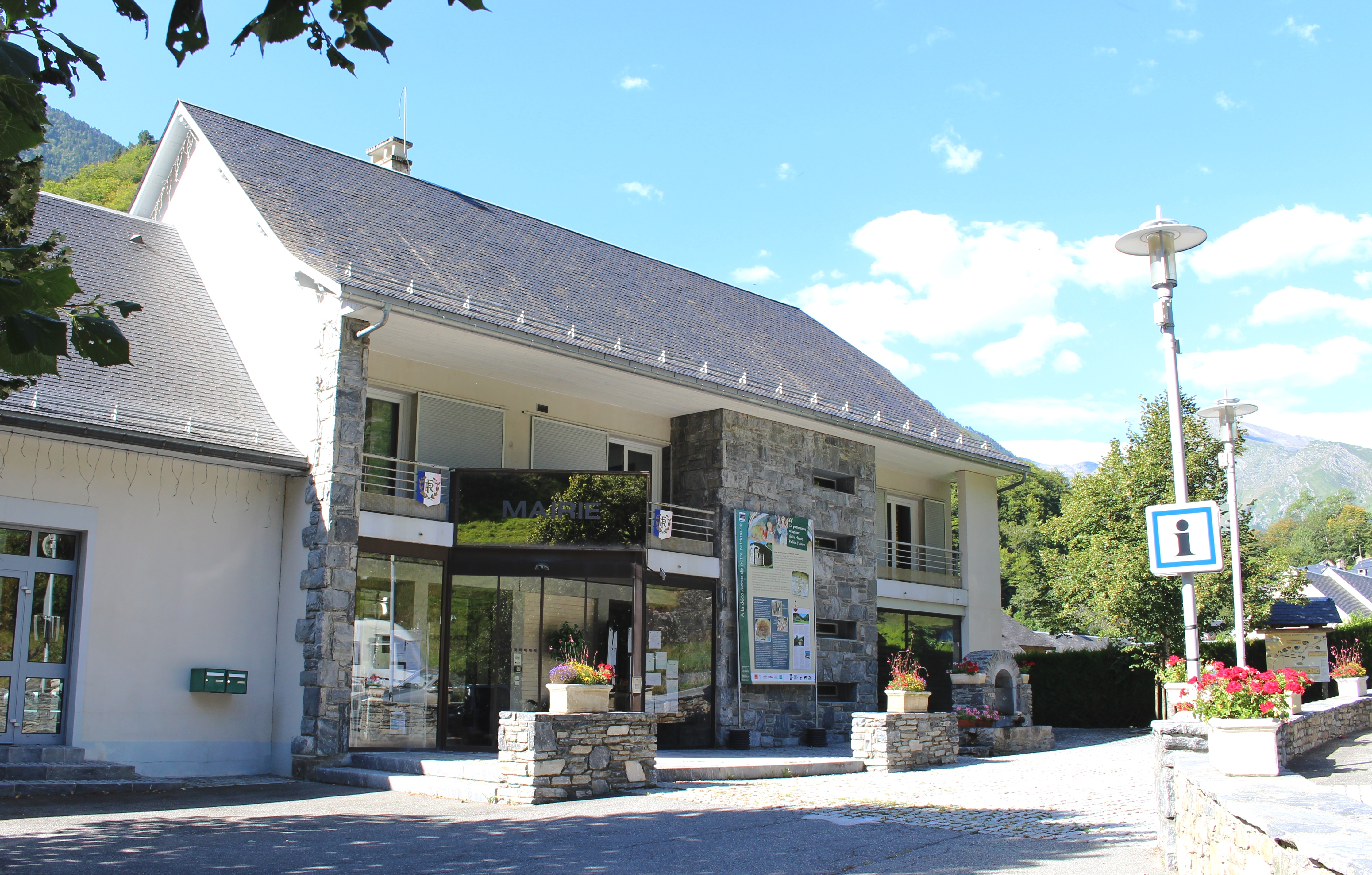
La mairie en 2014.

### Liste des maires
| Période                                  | Période   | Identité             | Étiquette | Qualité |
| ---------------------------------------- | --------- | -------------------- | --------- | --- |
| Les données manquantes sont à compléter. |           |                      |           | |
|                                          |           |                      |           | |
| 1929                                     | 1935      | Jean Pierre Casteret |           | |
| 1935                                     | 1953      | Gabriel Fouga        |           | |
| 1953                                     | 1974      | Jean Pichon          |           | |
| 1974                                     | mars 2001 | Roger Castagné       |           | |
| mars 2001                                | en cours  | Jean Mouniq          | SE        | Médecin, ancien maire de Vielle-Aure (1977-1995) Ancien conseiller général du canton de Vielle-Aure (1992-1995) |

### Rattachements administratifs et électoraux

#### Historique administratif
Sénéchaussée d'Auch, pays des Quatre-Vallées, vallée d'Aure, canton d'Arreau puis de Vielle-Aure (1790-2014).

#### Intercommunalité
Aragnouet fait partie de la communauté de communes Aure Louron, créée au 1er janvier 2017, qui réunit 47 communes.

## Population et société

### Démographie

#### Évolution démographique
L'évolution du nombre d'habitants est connue à travers les recensements de la population effectués dans la commune depuis 1793. Pour les communes de moins de 10 000 habitants, une enquête de recensement portant sur toute la population est réalisée tous les cinq ans, les populations de référence des années intermédiaires étant quant à elles estimées par interpolation ou extrapolation. Pour la commune, le premier recensement exhaustif entrant dans le cadre du nouveau dispositif a été réalisé en 2008.

En 2022, la commune comptait 286 habitants, en évolution de +15,79 % par rapport à 2016 (Hautes-Pyrénées : +1,59 %, France hors Mayotte : +2,11 %).
| 1793 | 1800 | 1806 | 1821 | 1831 | 1836 | 1841 | 1846 | 1851 |
| ---- | ---- | ---- | ---- | ---- | ---- | ---- | ---- | ---- |
| 321  | 396  | 237  | 213  | 433  | 450  | 460  | 510  | 520  |

| 1856 | 1861 | 1866 | 1872 | 1876 | 1881 | 1886 | 1891 | 1896 |
| ---- | ---- | ---- | ---- | ---- | ---- | ---- | ---- | ---- |
| 525  | 423  | 510  | 420  | 422  | 441  | 375  | 365  | 317  |

| 1901 | 1906 | 1911 | 1921 | 1926 | 1931 | 1936 | 1946 | 1954 |
| ---- | ---- | ---- | ---- | ---- | ---- | ---- | ---- | ---- |
| 300  | 287  | 287  | 285  | 317  | 310  | 296  | 256  | 258  |

| 1962 | 1968 | 1975 | 1982 | 1990 | 1999 | 2006 | 2008 | 2013 |
| ---- | ---- | ---- | ---- | ---- | ---- | ---- | ---- | ---- |
| 215  | 201  | 160  | 260  | 336  | 260  | 246  | 241  | 242  |

| 2018 | 2022 | - | - | - | - | - | - | - |
| ---- | ---- | - | - | - | - | - | - | - |
| 249  | 286  | - | - | - | - | - | - | - |

### Enseignement

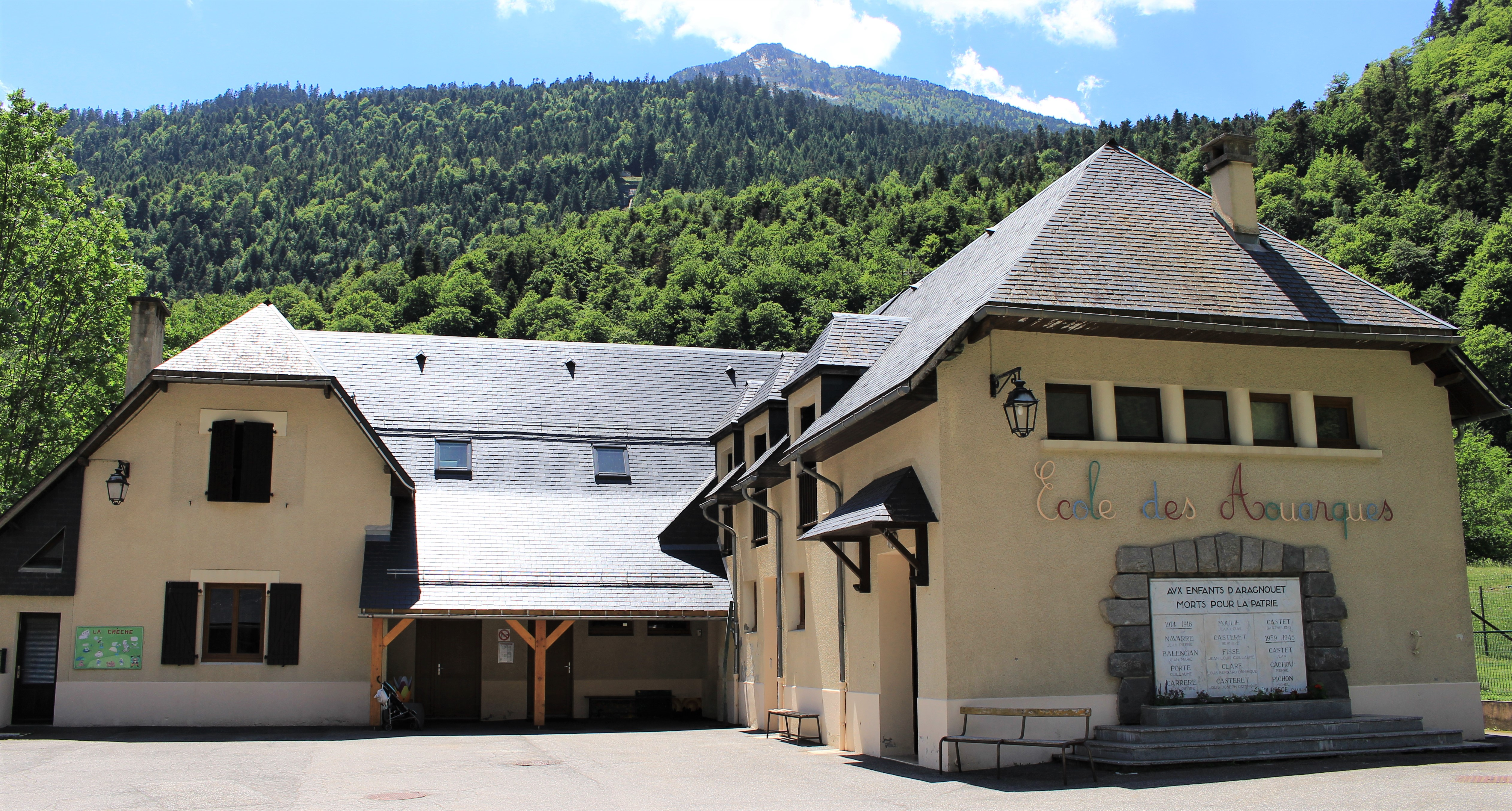
L'école primaire à Fabian en 2022.

La commune dépend de l'académie de Toulouse. Elle dispose d’une école en 2019.
- École primaire.

## Économie

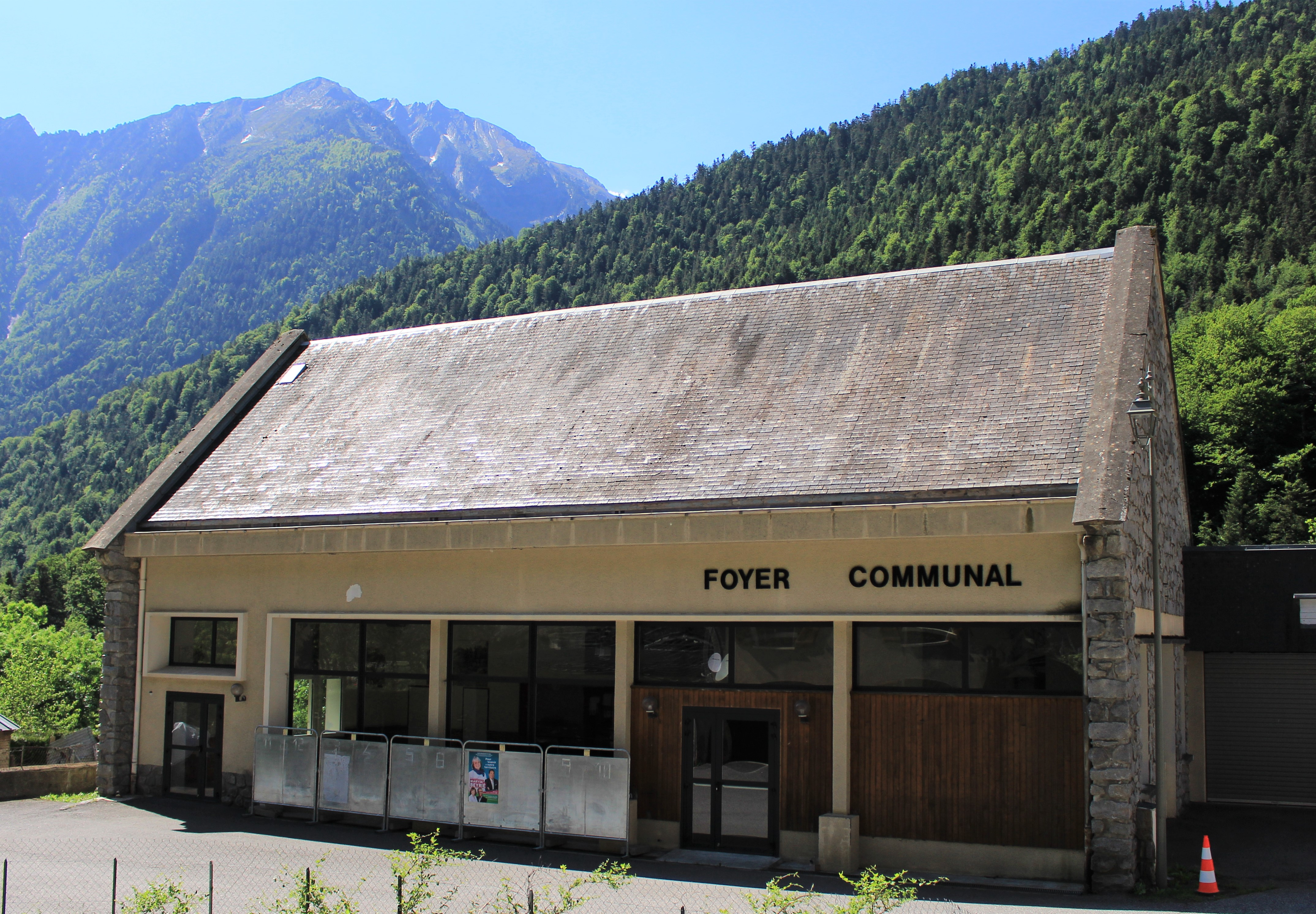
Le foyer rural en 2022.

- Commune traditionnellement rurale et agricole, Aragnouet est tournée également vers le tourisme avec notamment la station de ski de Piau-Engaly[72].
- La commune compte les usines électriques de Fabian (EDF, prenant les eaux des Nestes de la Géla, de Saux et de Badet) et d'Éget (SHEM, prenant les eaux du barrage de l'Oule, ainsi que de l'aval du barrage d'Orédon). Dans le bâtiment de l'usine SHEM d'Éget se situent également deux groupes de production gérés par EDF dans le cadre de la concession hydroélectrique de Fabian-les-Écharts. Les barrages de Cap de Long et d'Aubert sont également situés sur la commune d'Aragnouet, mais leurs eaux sont dérivées vers l'usine EDF de Pragnères.

### Revenus
En 2018, la commune compte 107 ménages fiscaux, regroupant 242 personnes. La médiane du revenu disponible par unité de consommation est de 21 050 € (20 420 € dans le département).

### Emploi
| Division       | 2008  | 2013  | 2018  |
| -------------- | ----- | ----- | ----- |
| Commune        | 1,1 % | 4 %   | 3,5 % |
| Département    | 7,7 % | 9,4 % | 9,8 % |
| France entière | 8,3 % | 10 %  | 10 %  |

En 2018, la population âgée de 15 à 64 ans s'élève à 170 personnes, parmi lesquelles on compte 83,5 % d'actifs (80 % ayant un emploi et 3,5 % de chômeurs) et 16,5 % d'inactifs,. Depuis 2008, le taux de chômage communal (au sens du recensement) des 15-64 ans est inférieur à celui de la France et du département.
La commune est hors attraction des villes,. Elle compte 209 emplois en 2018, contre 196 en 2013 et 210 en 2008. Le nombre d'actifs ayant un emploi résidant dans la commune est de 139, soit un indicateur de concentration d'emploi de 150,7 % et un taux d'activité parmi les 15 ans ou plus de 70,2 %.
Sur ces 139 actifs de 15 ans ou plus ayant un emploi, 94 travaillent dans la commune, soit 68 % des habitants. Pour se rendre au travail, 68,8 % des habitants utilisent un véhicule personnel ou de fonction à quatre roues, 7,2 % les transports en commun, 15,9 % s'y rendent en deux-roues, à vélo ou à pied et 8 % n'ont pas besoin de transport (travail au domicile).

## Culture locale et patrimoine

### Lieux et monuments
- Centrale hydroélectrique d'Éget-Cité, construite en 1919[73].
- Chapelle Notre-Dame-de-l'Assomption-du-Plan (ou chapelle des Hospitaliers de l'ordre de Saint-Jean de Jérusalem), XIIe et XIIIe siècles, classée monument historique en 1939 puis 1952 pour le clocher-mur restauré au XIXe siècle[74],[64].
- Chapelle Saint-Pierre-aux-Liens de Fabian, construite au XIXe siècle, elle fut rebâtie en deuxième moitié du XXe siècle[75].
- Chapelle Notre-Dame de Meyabat, fin XIXe siècle, sur l'emplacement d'une précédente chapelle du XVIIe siècle[76].
- Chapelle Saint-Pierre-aux-Liens d'Éget-Village.
- Église Saint-Pierre-aux-Liens d'Aragnouet, XIXe siècle[77].
- Moulin du Moudang.
- Lavoirs.

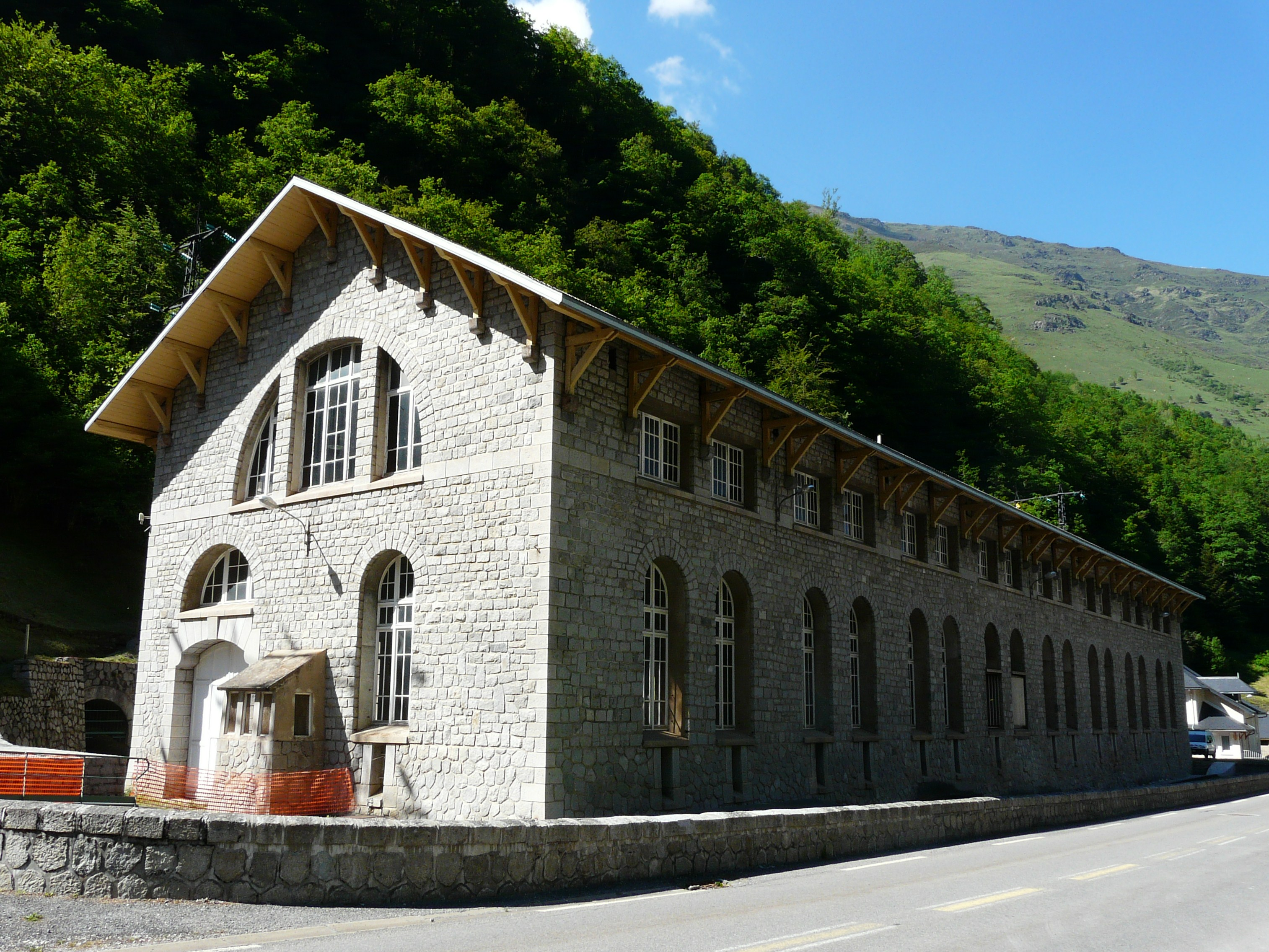
La centrale hydroélectrique d'Éget-Cité.
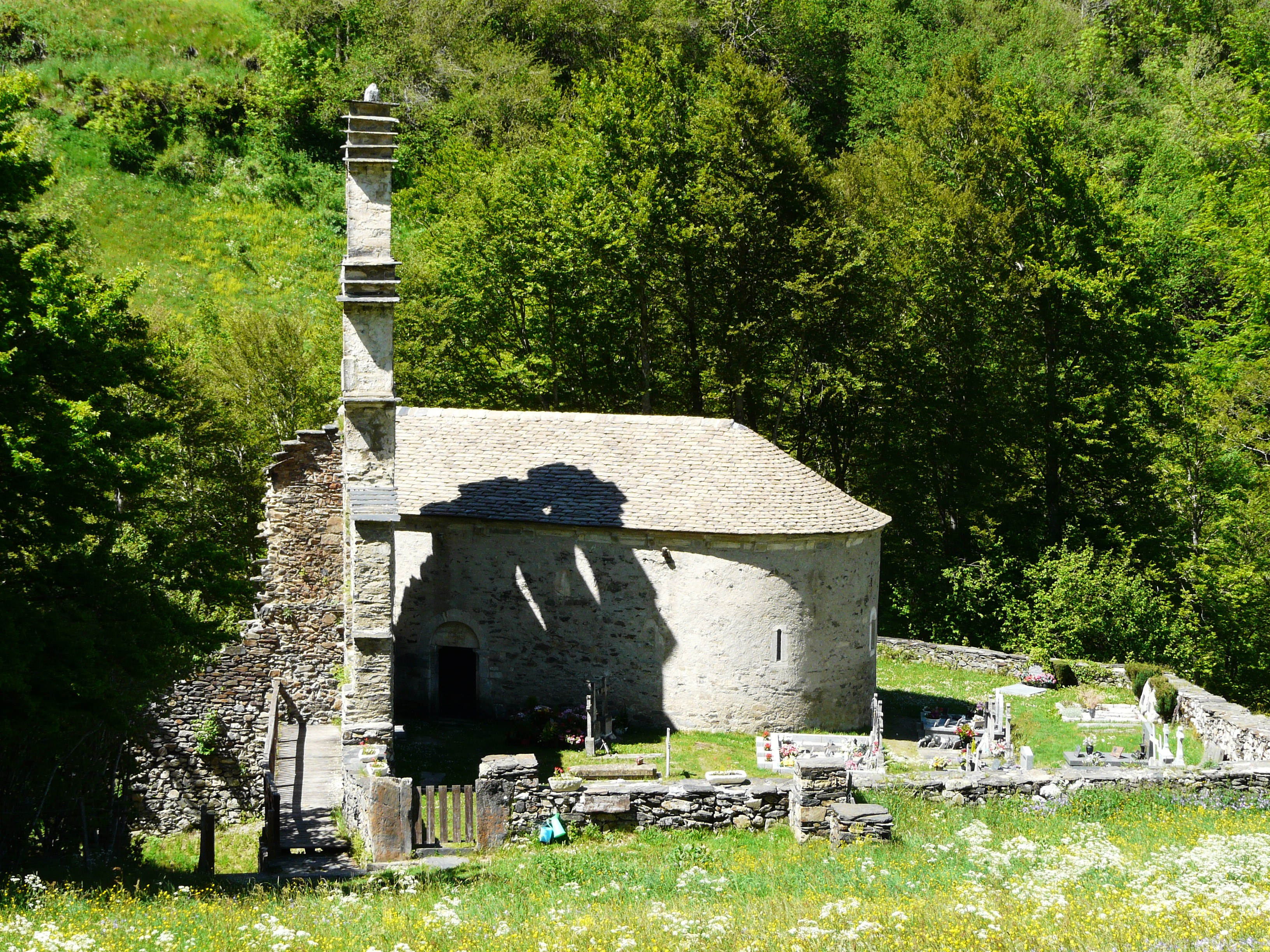
La chapelle des Hospitaliers.
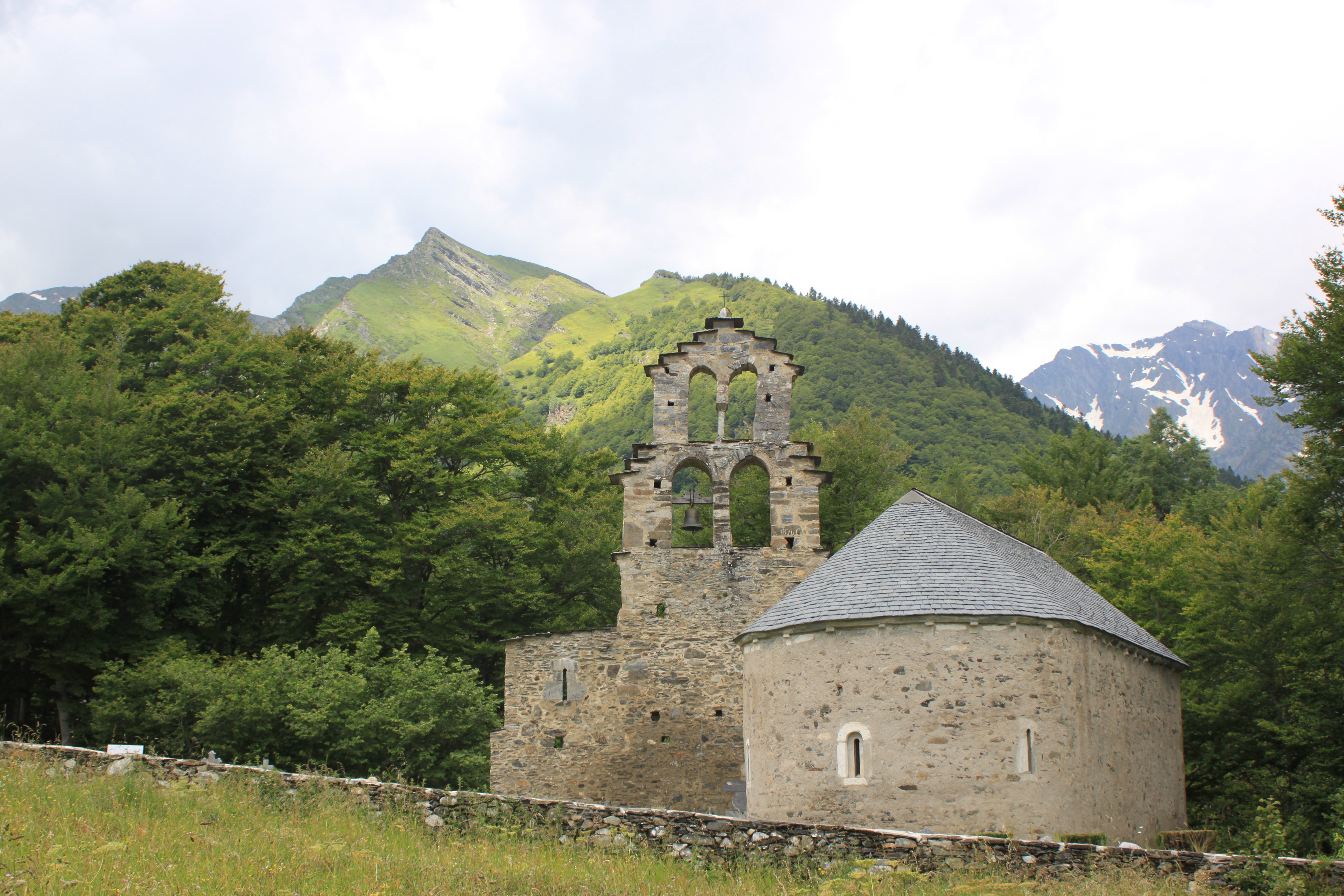
La chapelle des Hospitaliers.
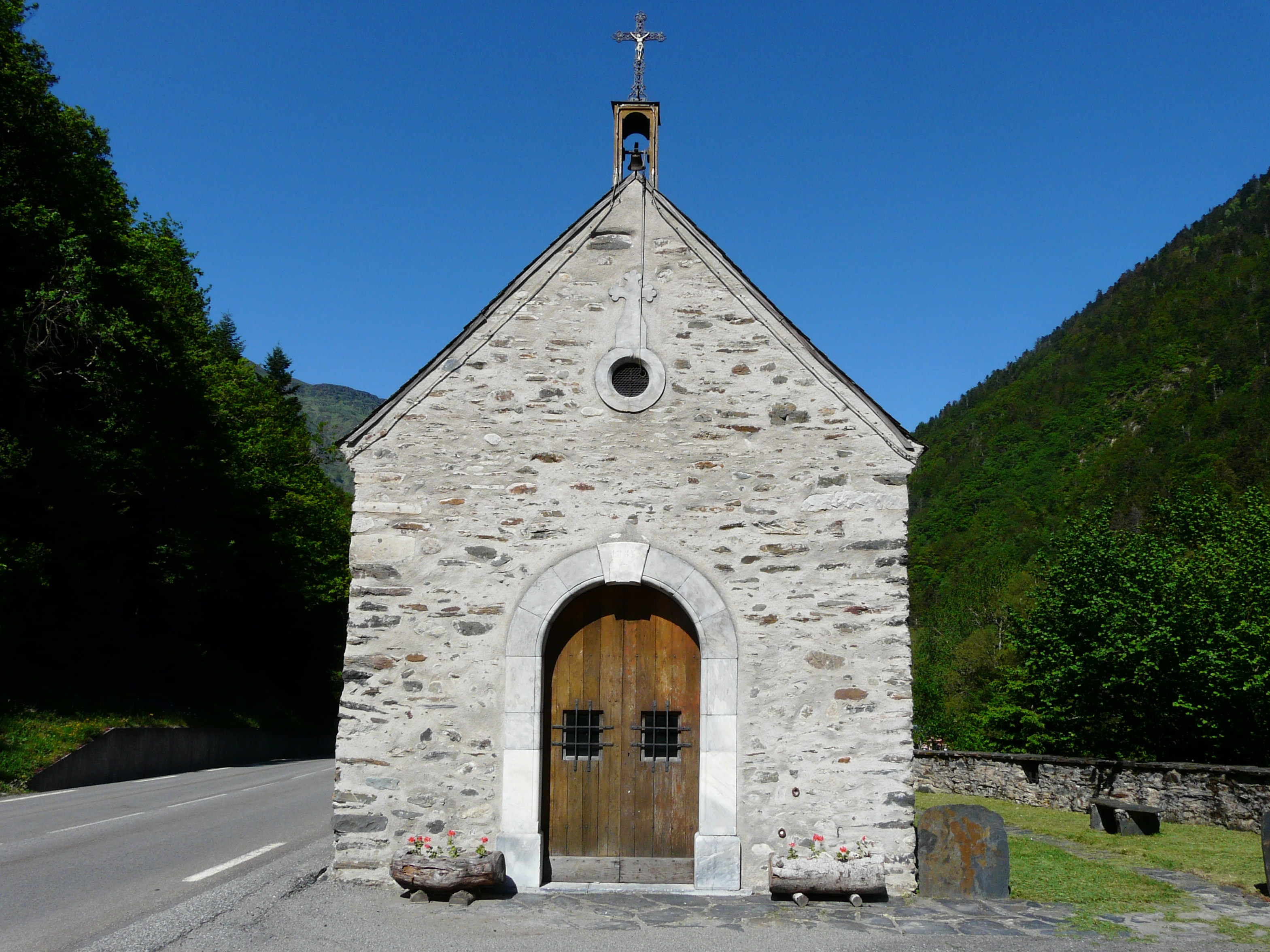
La chapelle de Meyabat.
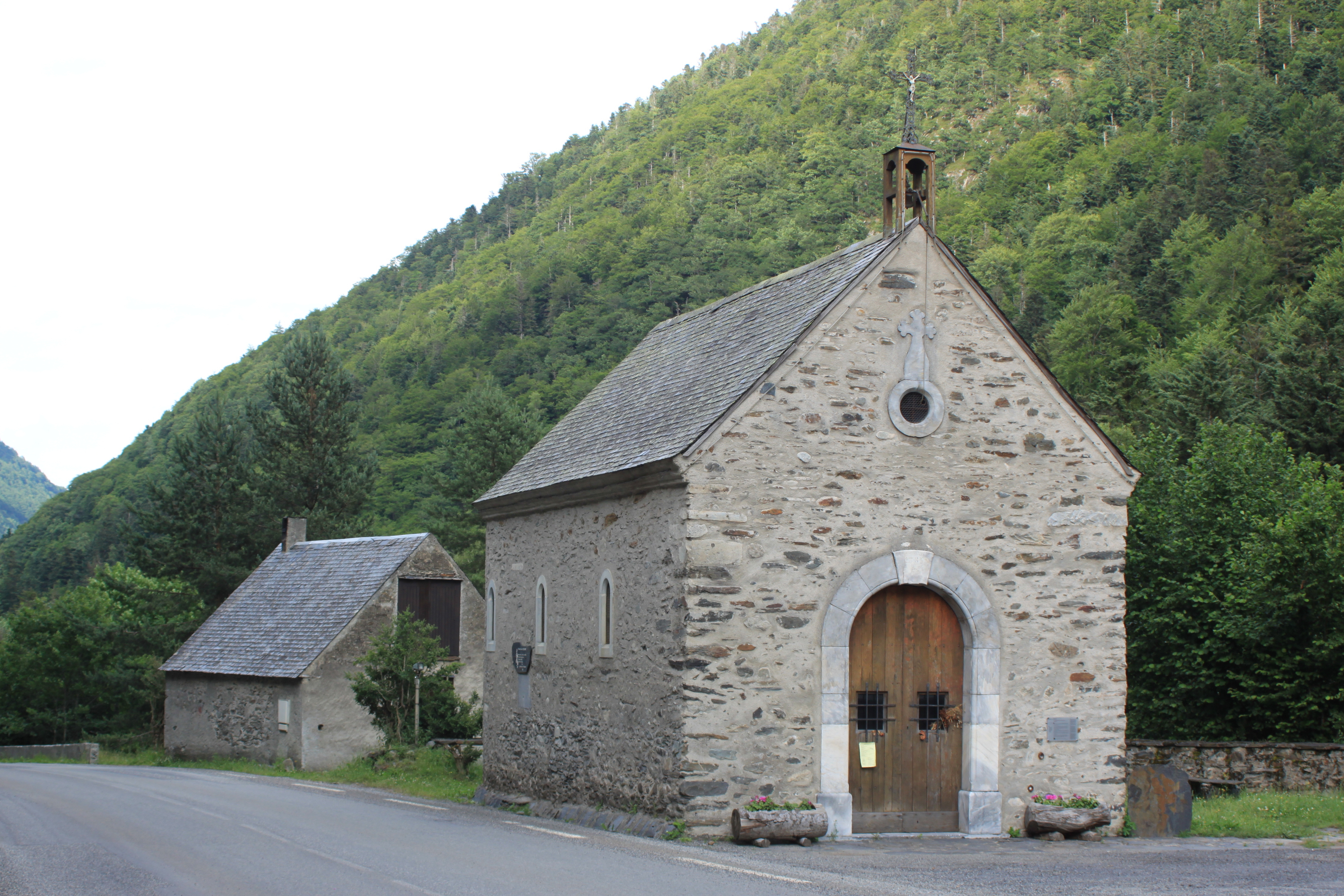
La chapelle de Meyabat.
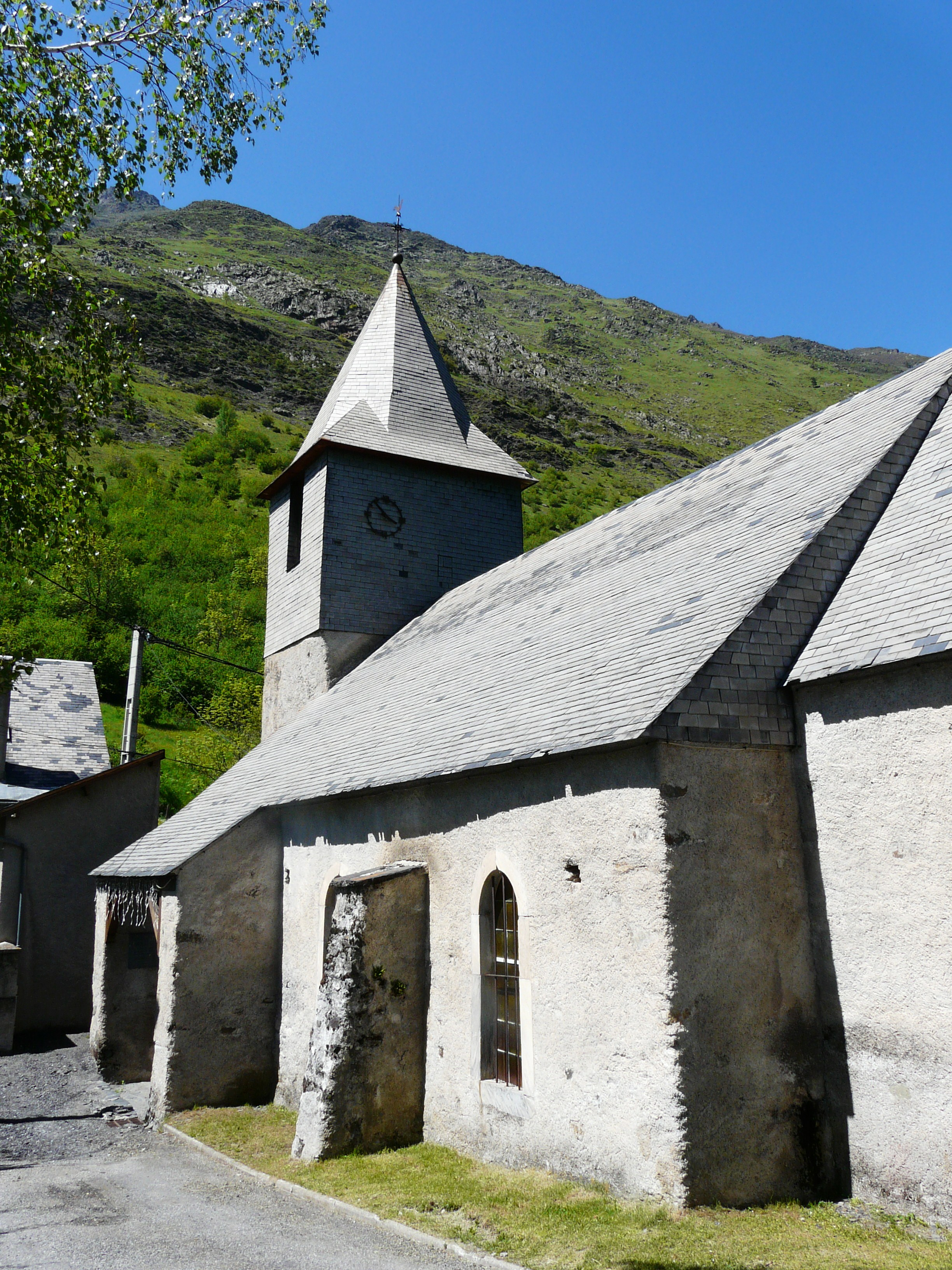
L'église Saint-Pierre-aux-Liens d'Aragnouet.
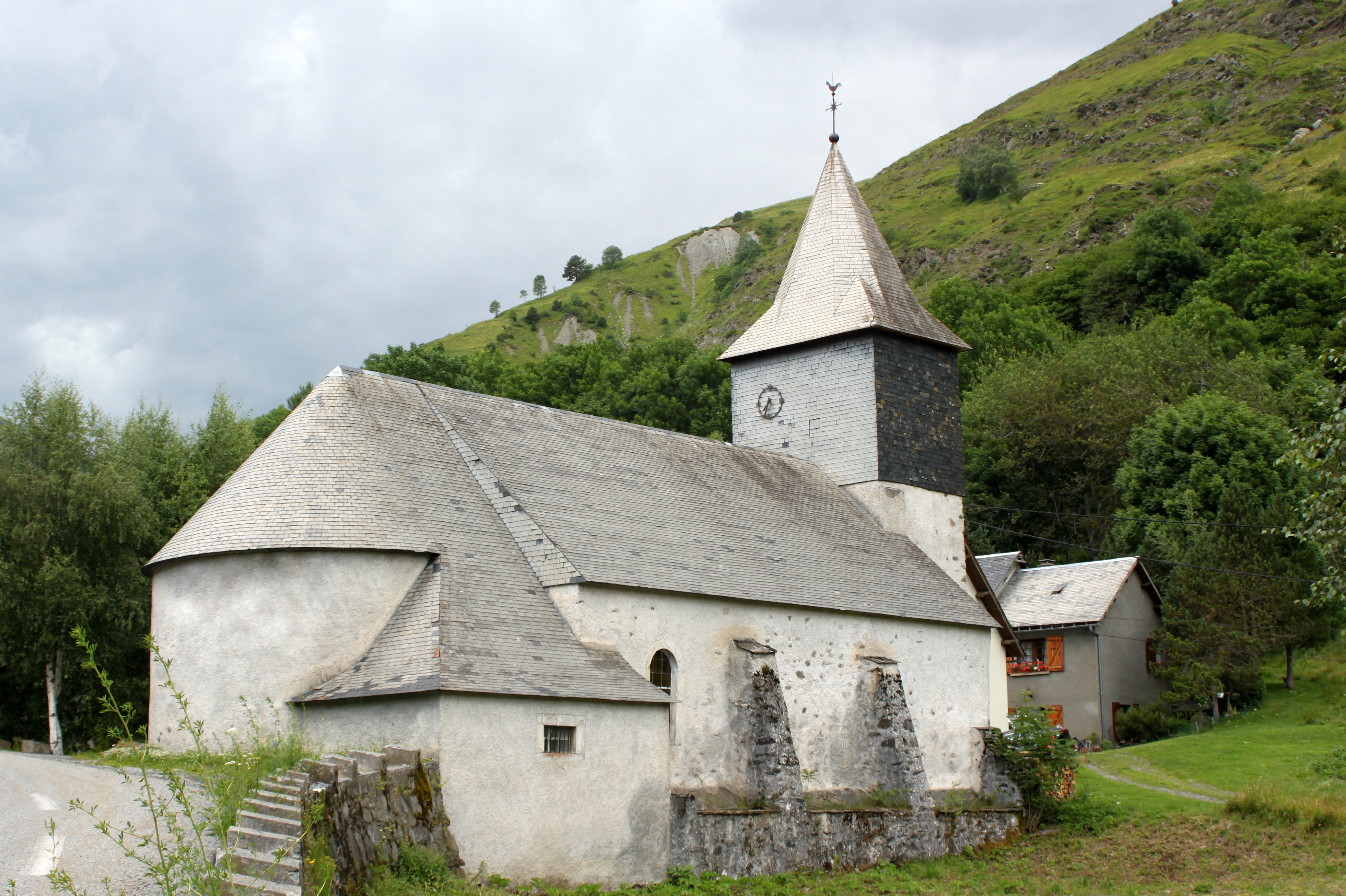
L'église Saint-Pierre-aux-Liens d'Aragnouet.
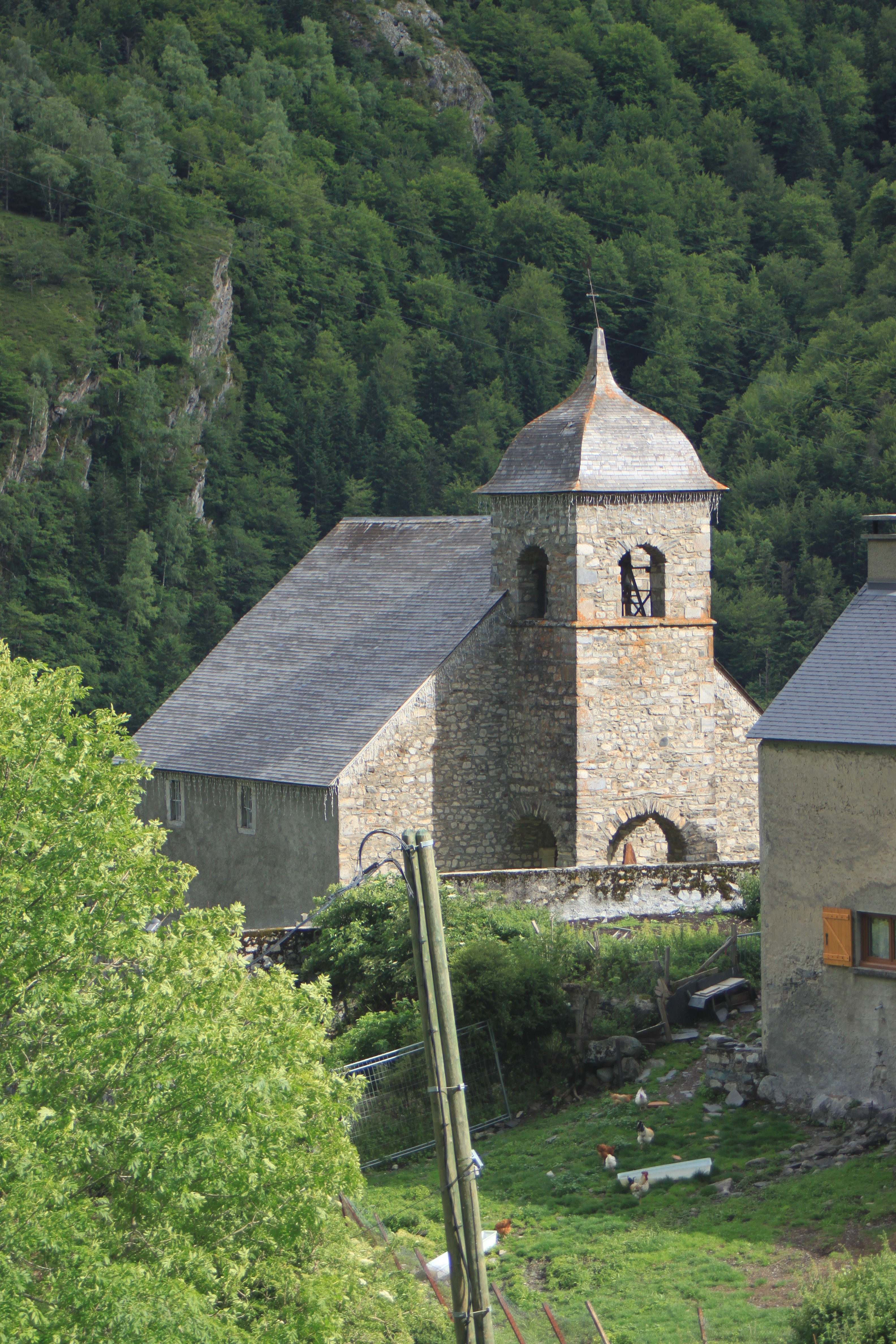
L'église Saint-Pierre-aux-Liens d'Éget-Village.
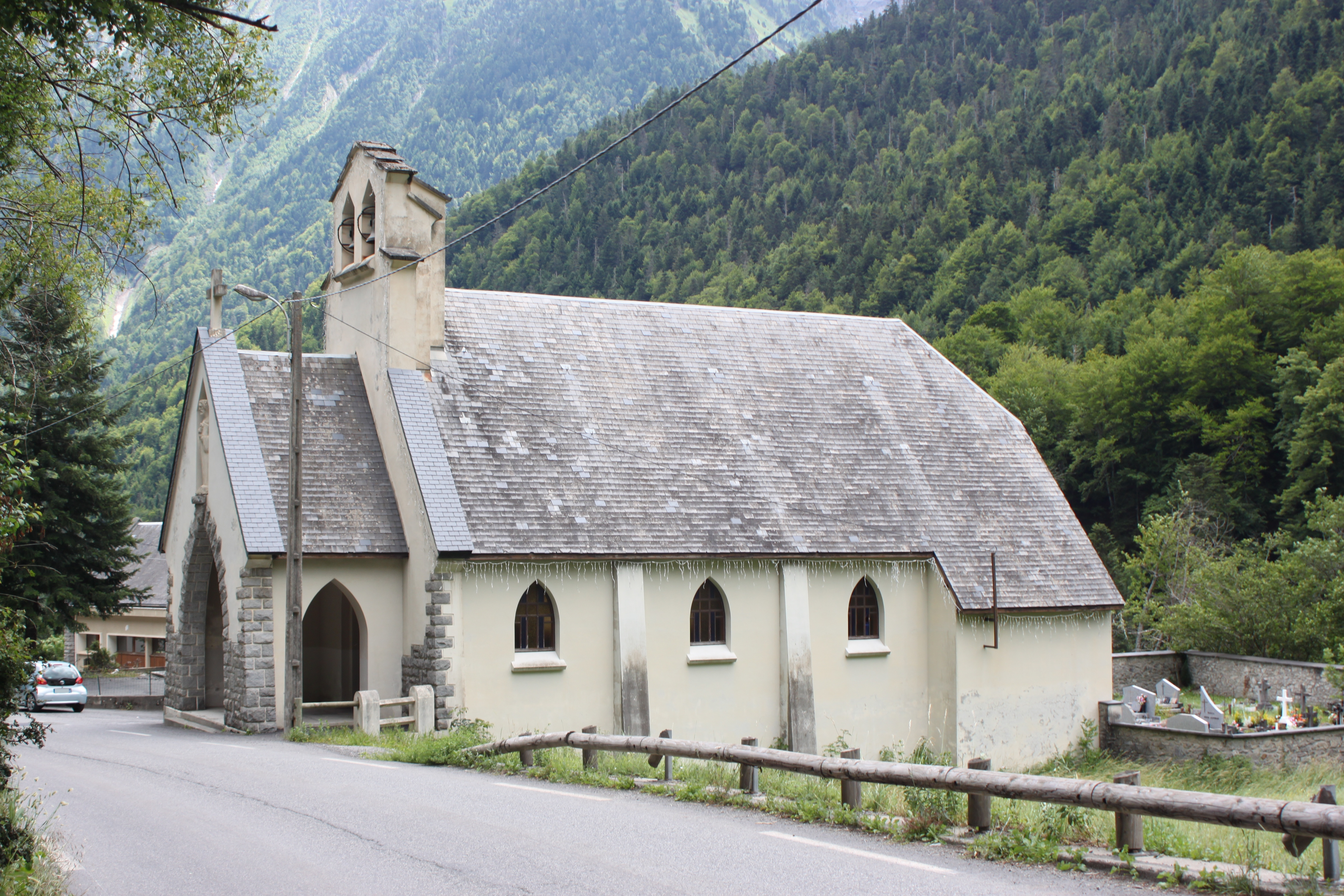
L'église Saint-Pierre-aux-Liens de Fabian.
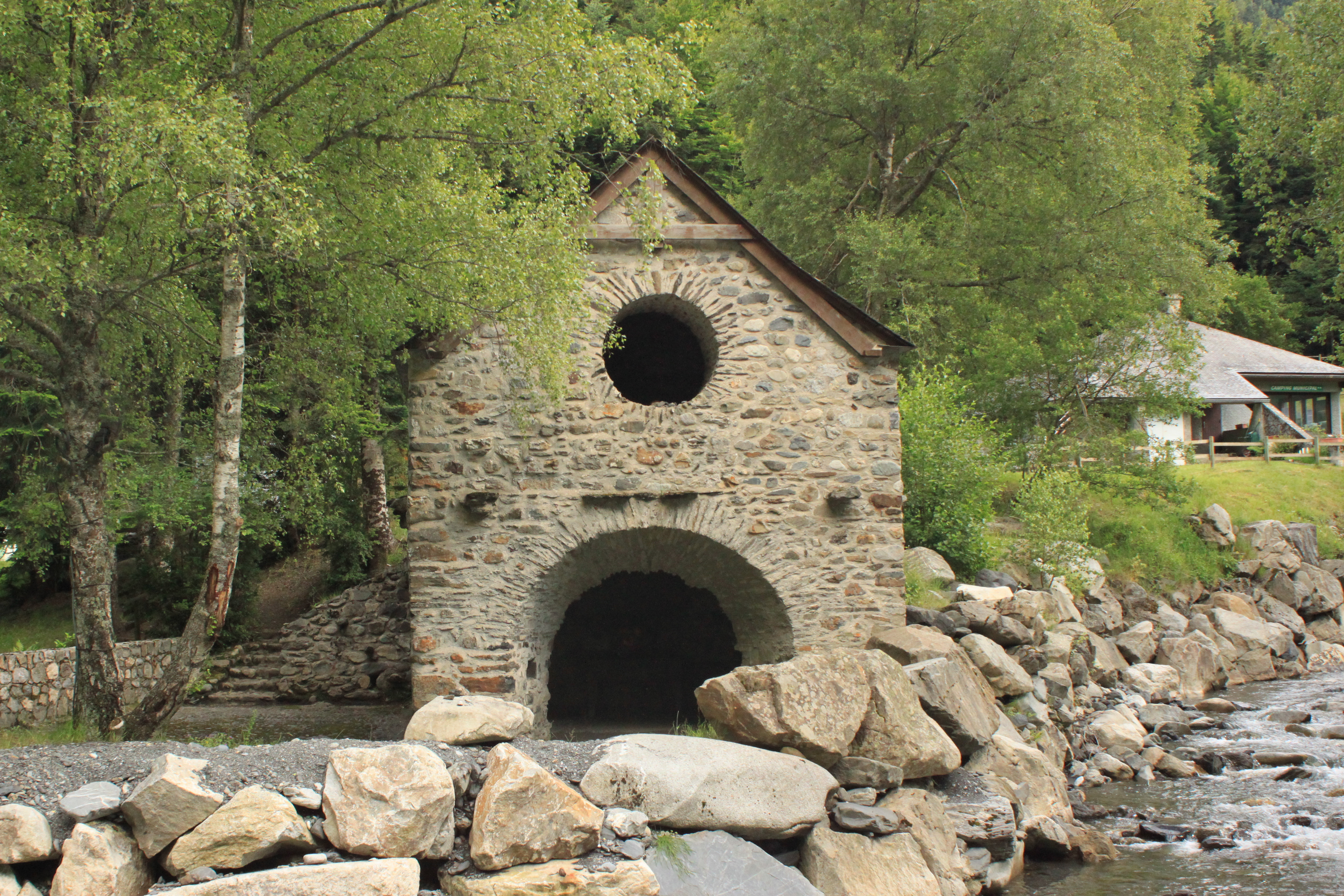
Le « moulin » de Moudang.
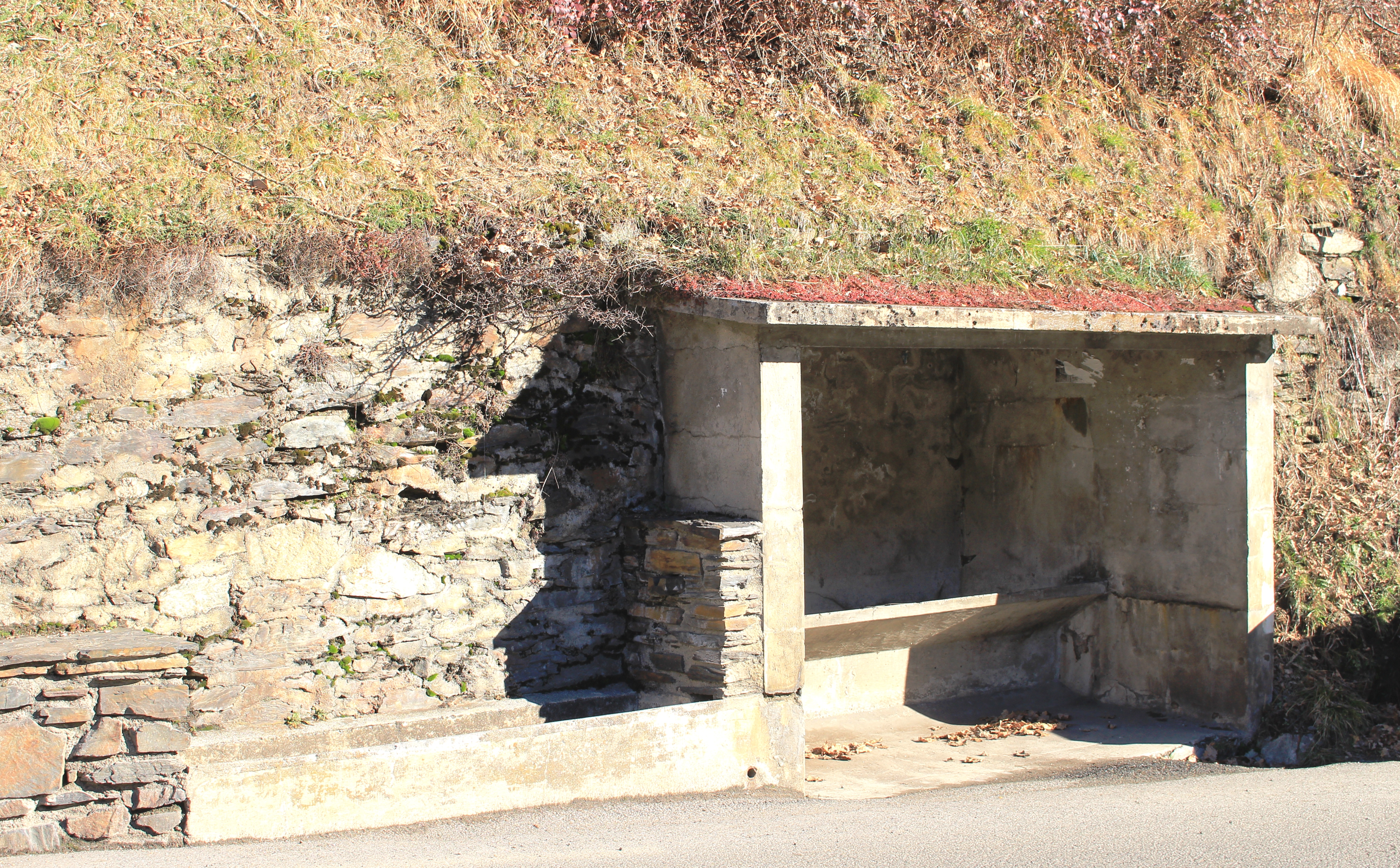
Le lavoir de Fabian.
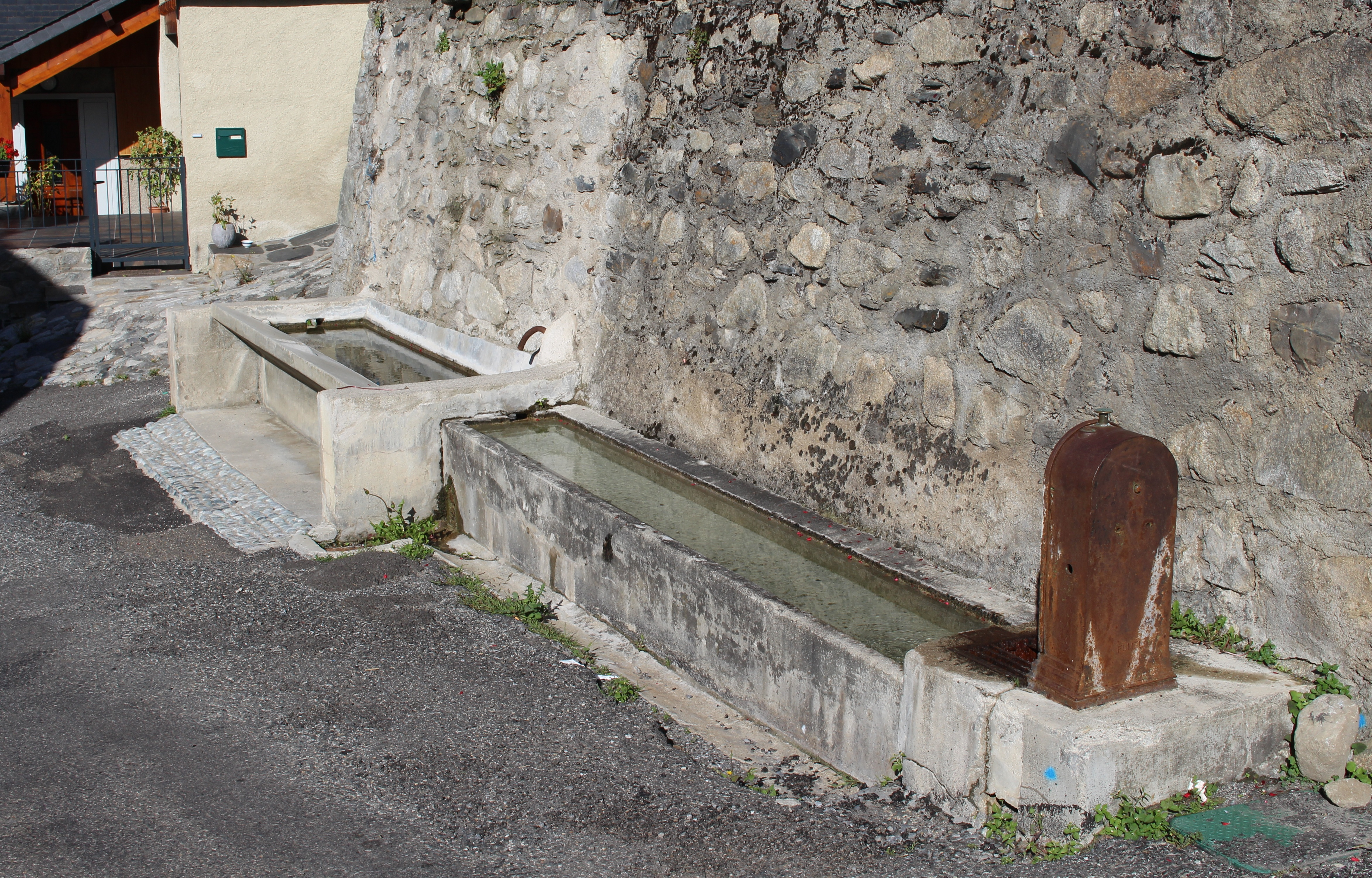
Le lavoir d'Eget.
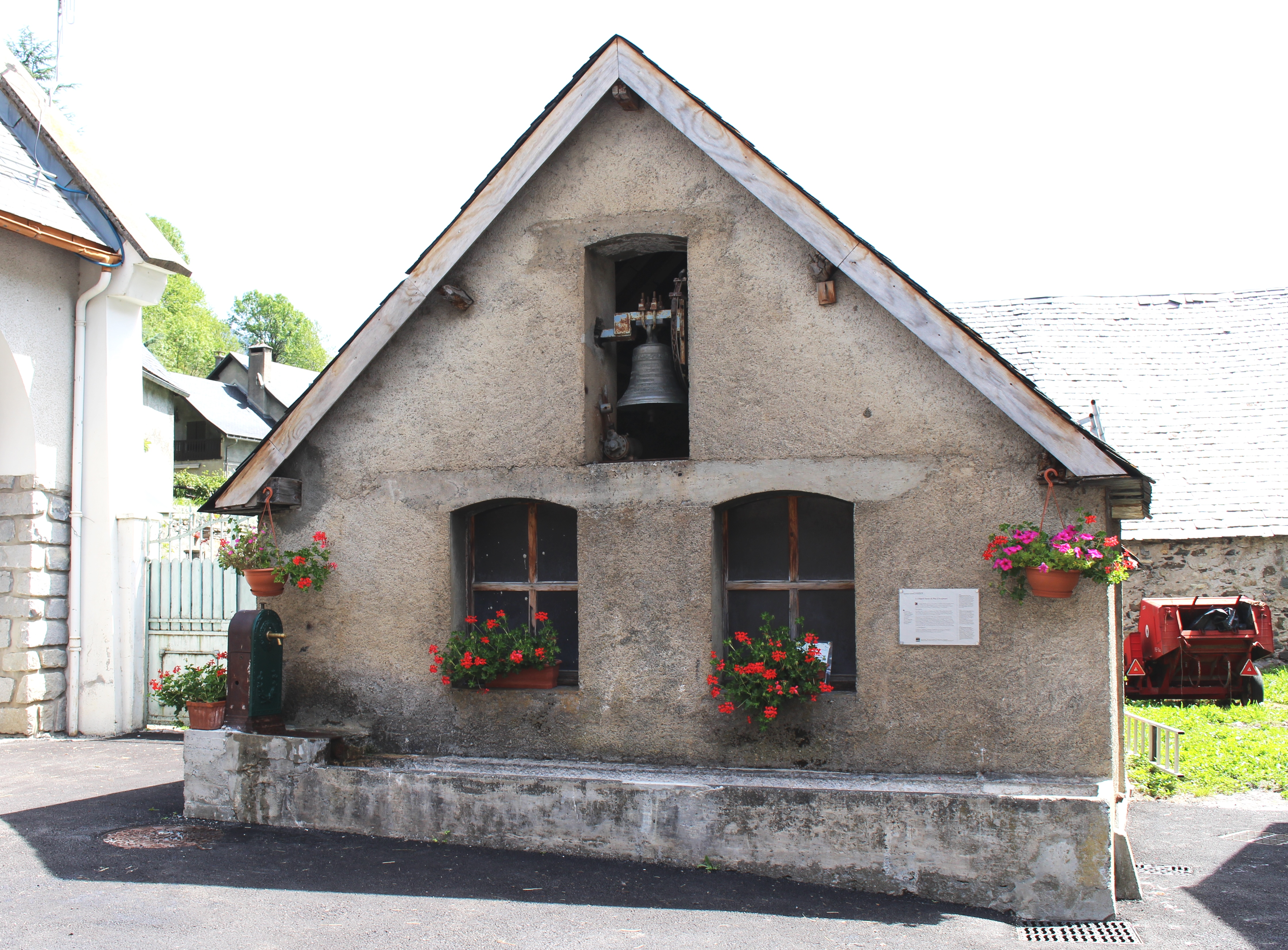
Le lavoir du Plan.
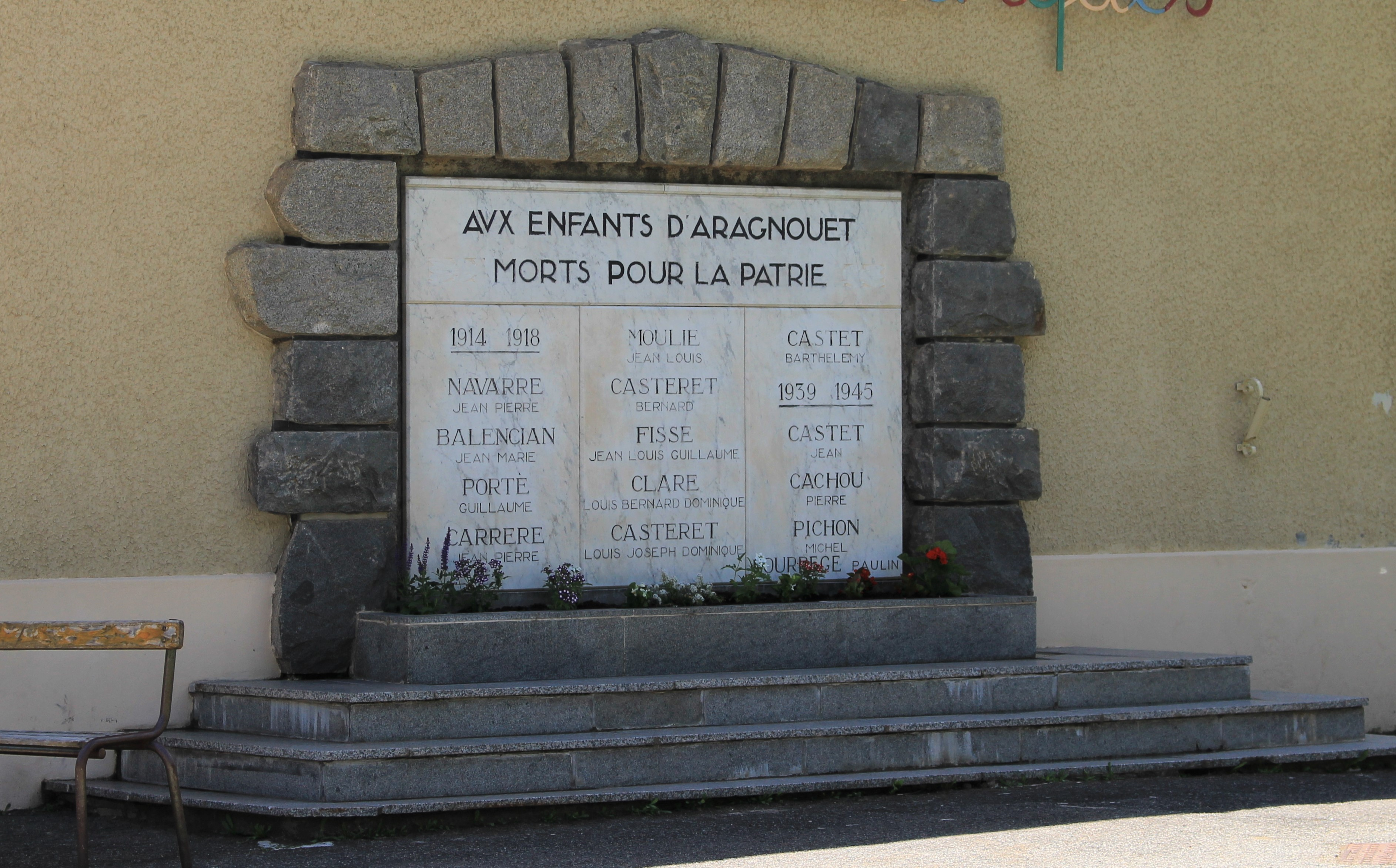
Le monument aux morts.
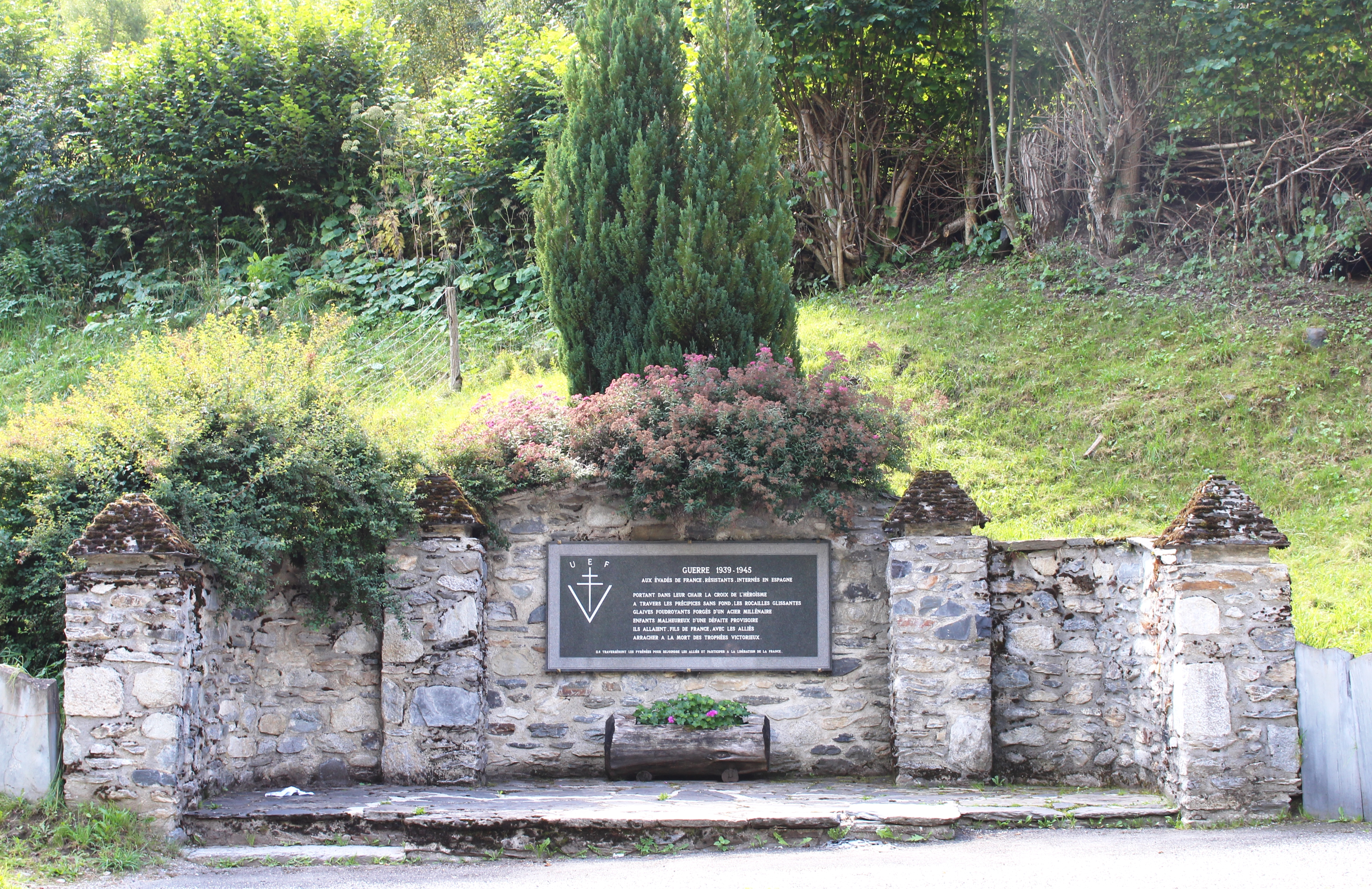
La stèle.

- Les lacs de Cap de Long, d'Orédon, de Catchet, et de Barroude.
- De nombreux sommets pyrénéens font partie du territoire communal : le pic de Troumouse dans l'ensemble Pyrénées-Mont Perdu, le Lenquo de Capo, les pics de Bugatet, de Campbieil, des Trois-Conseillers, de Néouvielle, le pic Long et le pic Ramougn.

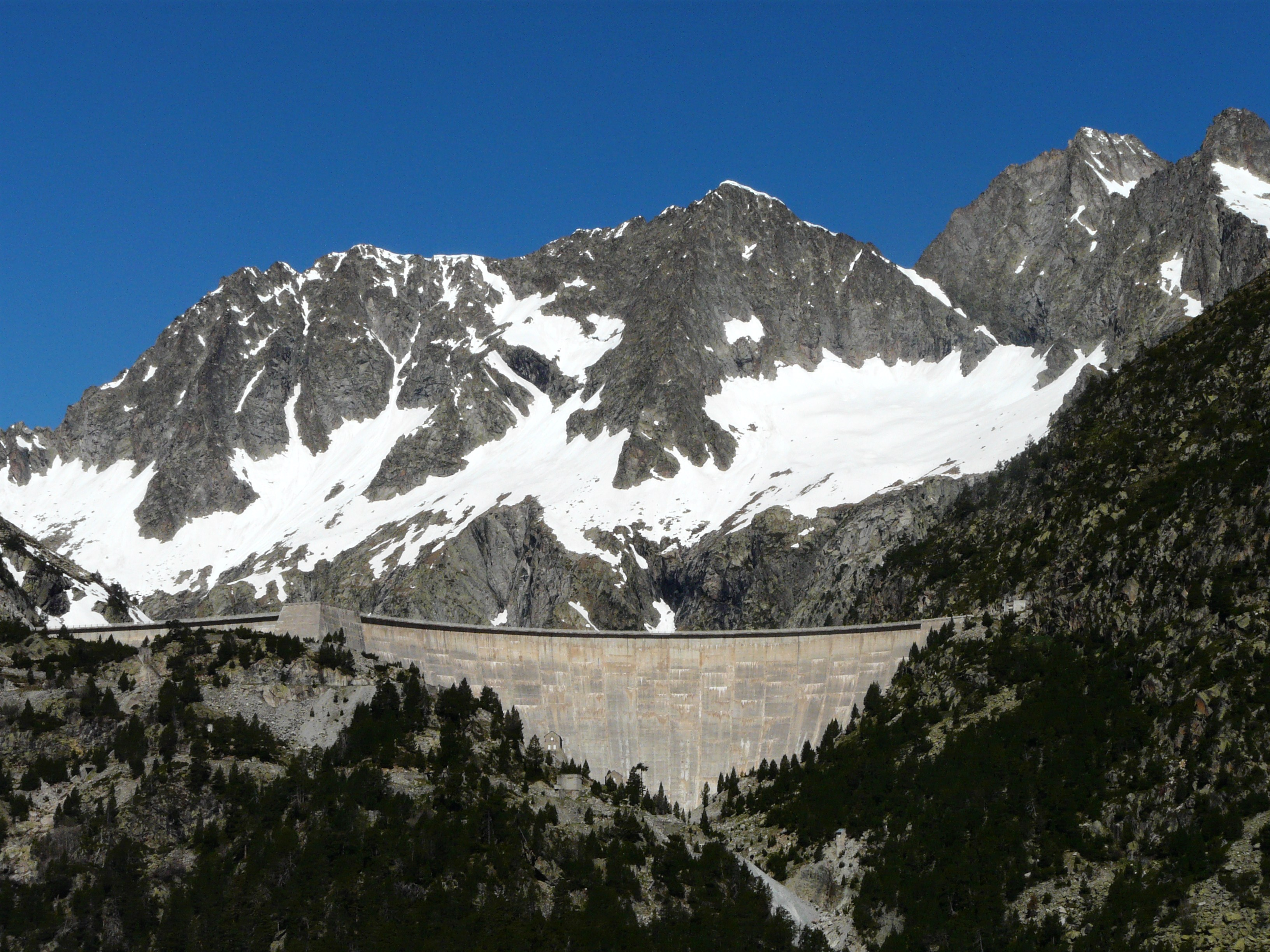
Le barrage de Cap-de-Long.
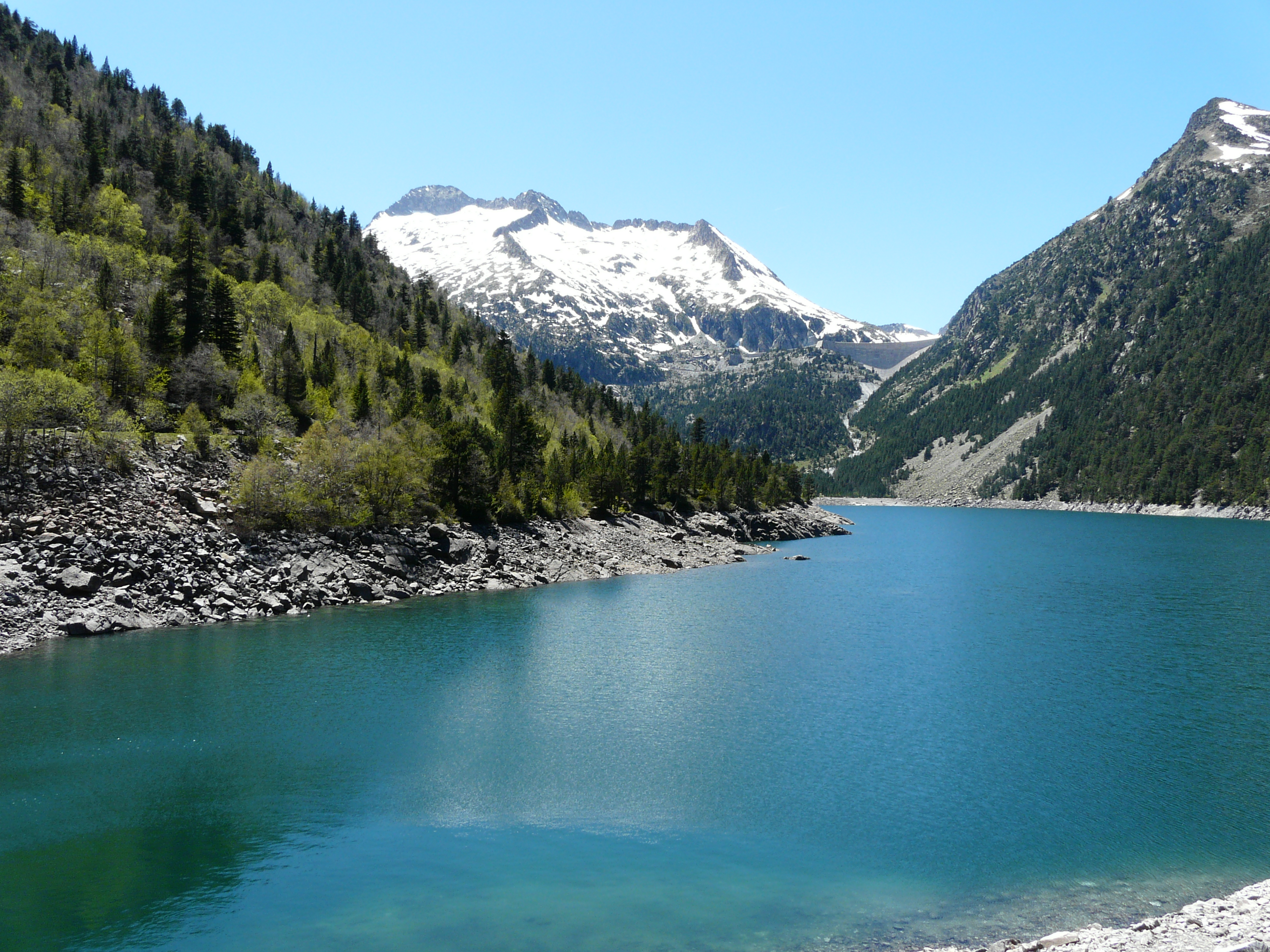
Le lac d'Orédon.
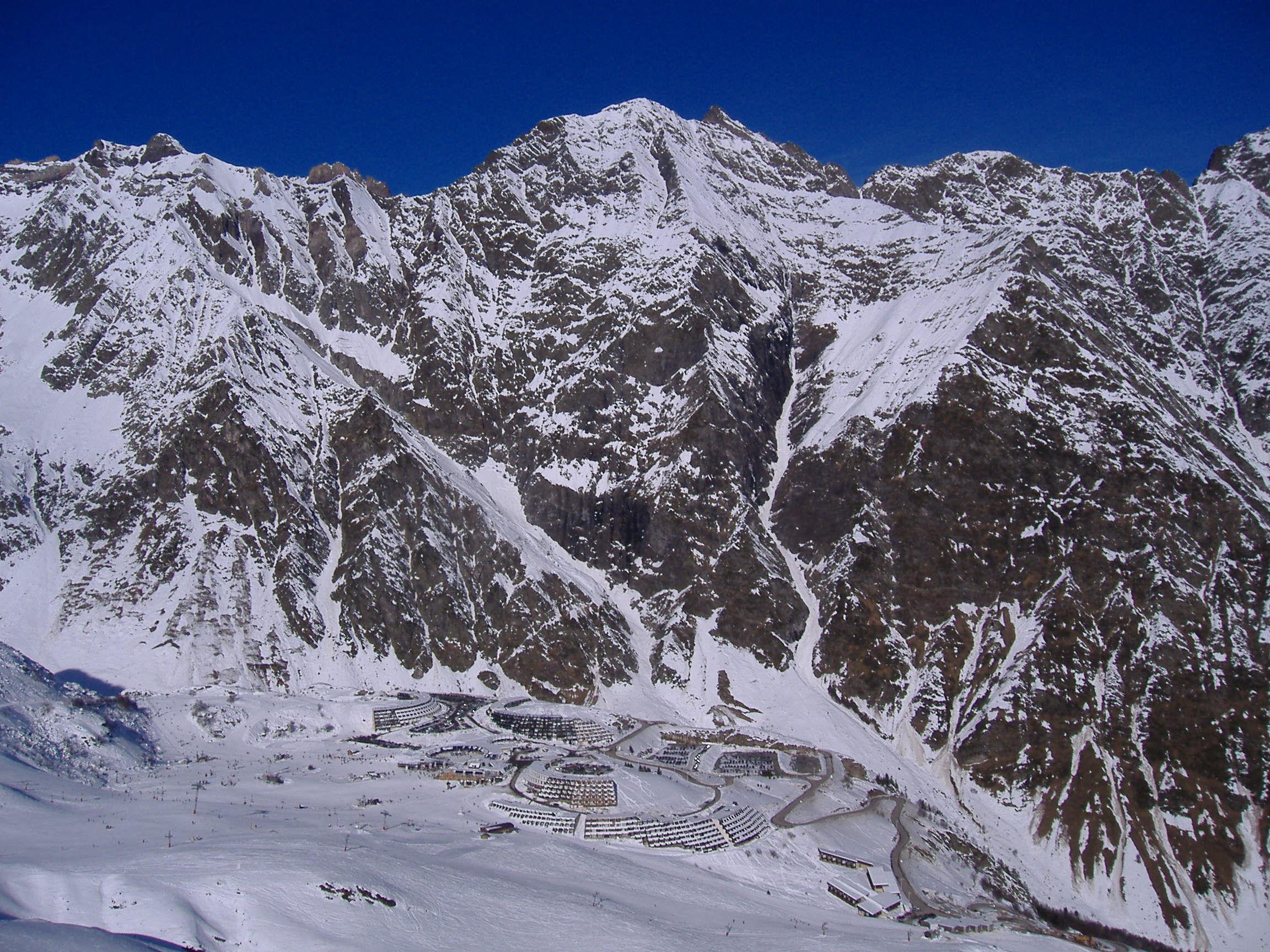
La station de ski de Piau-Engaly et le pic de Bugatet.
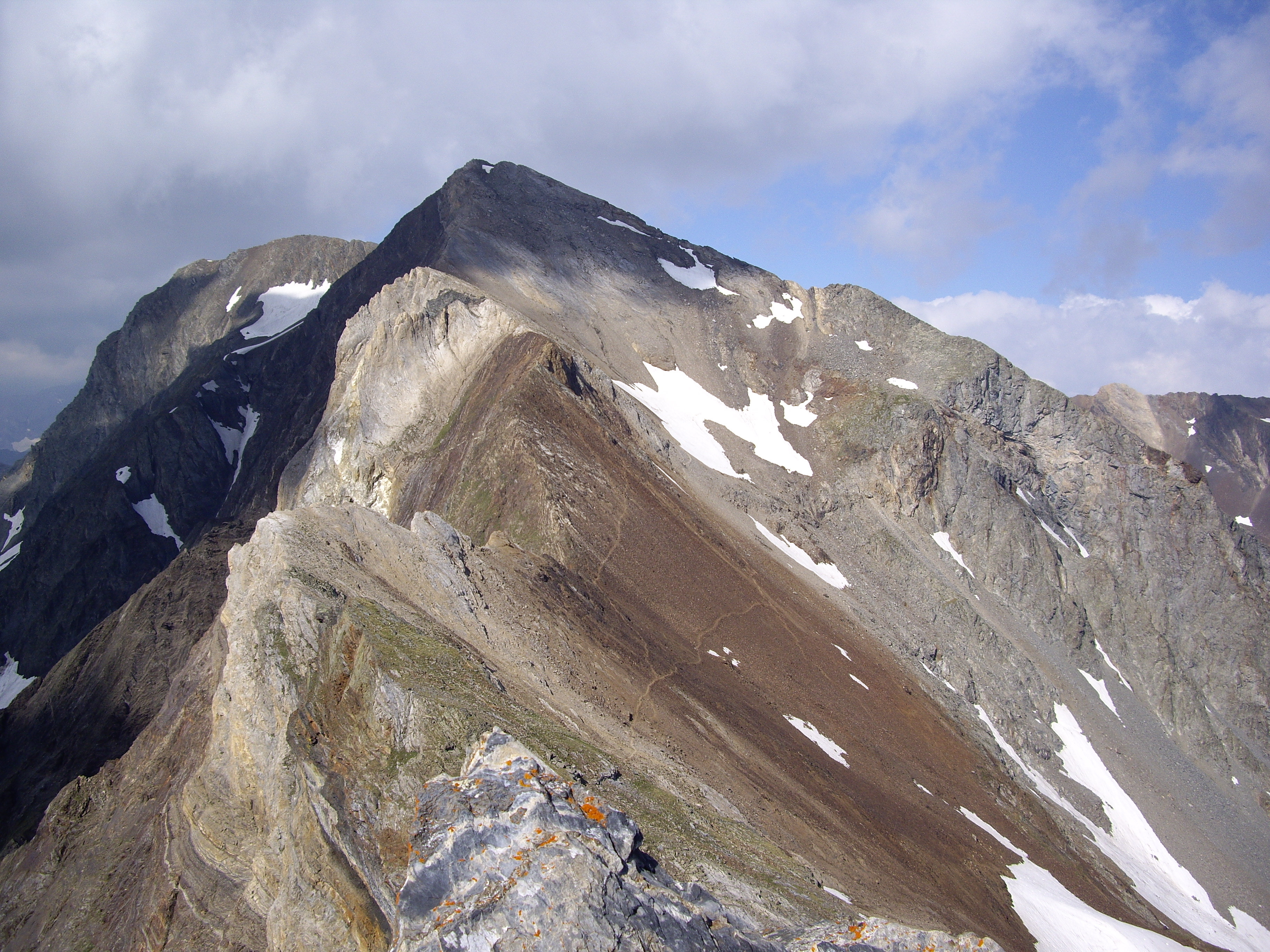
Le pic de Campbieil.

### Héraldique
| Blason | Blasonnement : Parti : au premier d'or à deux pals de gueules, au second de gueules à deux croisettes pattées de huit pointes l'une sur l'autre la première d'argent sur laquelle broche en cœur un besant du même, la seconde d'azur. Commentaires : * Il y a là non-respect de la règle de contrariété des couleurs : ces armes sont fautives. |